# Gastropoda

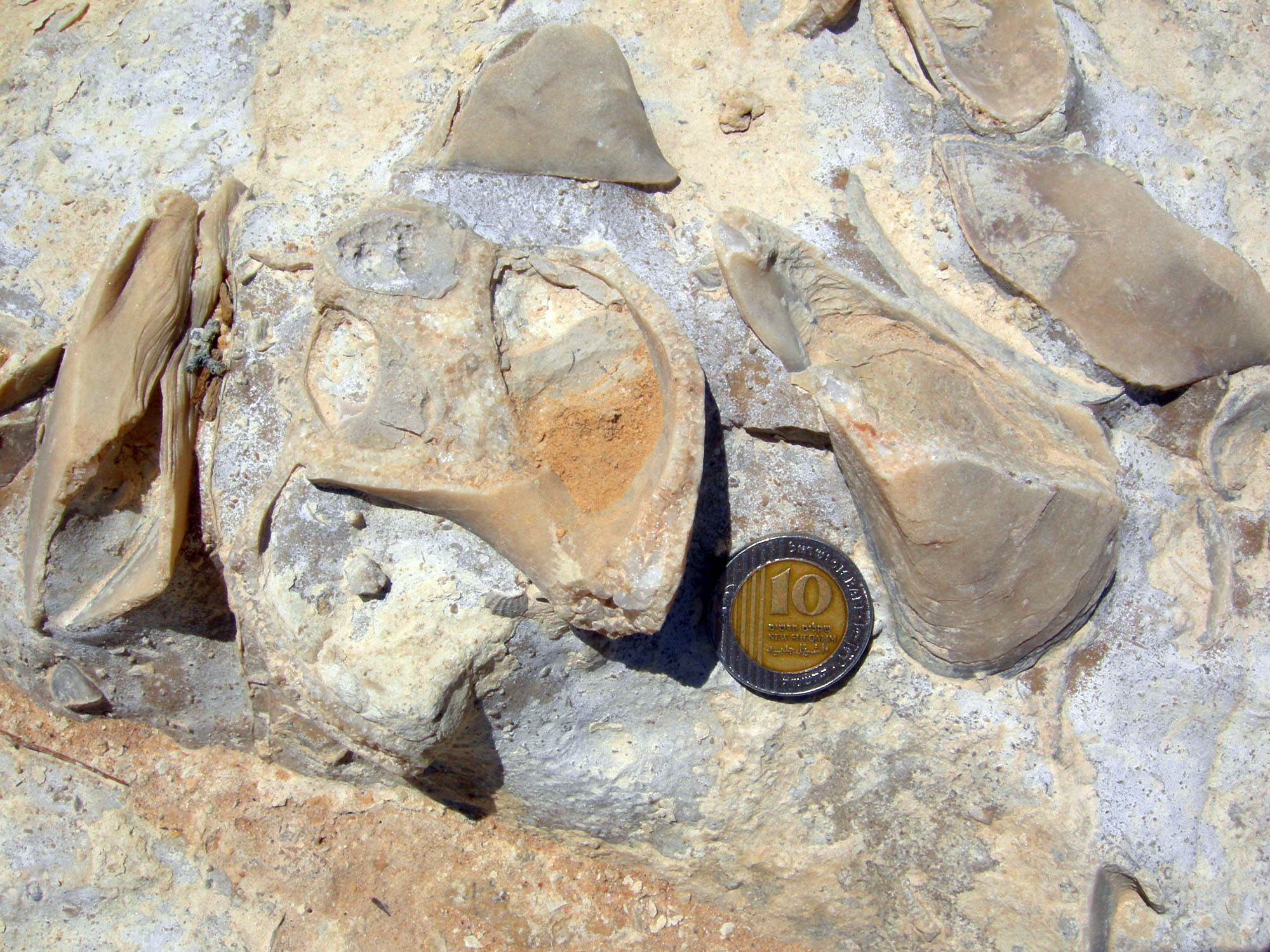
Fóssil de gastrópode e bivalves num calcário da Formação Matmor (sul de Israel).

Gastropoda (do grego clássico: γαστήρ, gastér, 'estômago'; e ποδὸς, podòs, 'pé'), conhecidos como gastrópodes, é uma grande classe taxonómica do filo Mollusca que agrupa os animais conhecidos por caracóis, lesmas, lapas e búzios. A classe Gastropoda inclui 65 000–85 000 espécies extantes, com grande variedade morfológica e tamanhos que vão do submicroscópico a várias dezenas de centímetros. Com espécies terrestres (cerca de um terço do total), de água doce e marinhas, constitui o agrupamento taxonómico com maior sucesso do filo Mollusca. O grupo está abundantemente presente no registo fóssil desde o final do Cambriano (Furongiano).

## Características gerais

### Descrição
A classe Gastropoda (por vezes grafada «Gasteropoda»), cujos membros eram anteriormente conhecidos como os «moluscos univalves», inclui a maior parte das espécies do filo Mollusca, do qual é a classe mais diversificada com 65 000 a 80 000 espécies vivas. Na sua presente circunscrição taxonómica, as modernas classificações biológicas dividem a classe em 611 famílias, das quais 202 são consideradas como extintas e conhecidas apenas do registo fóssil.

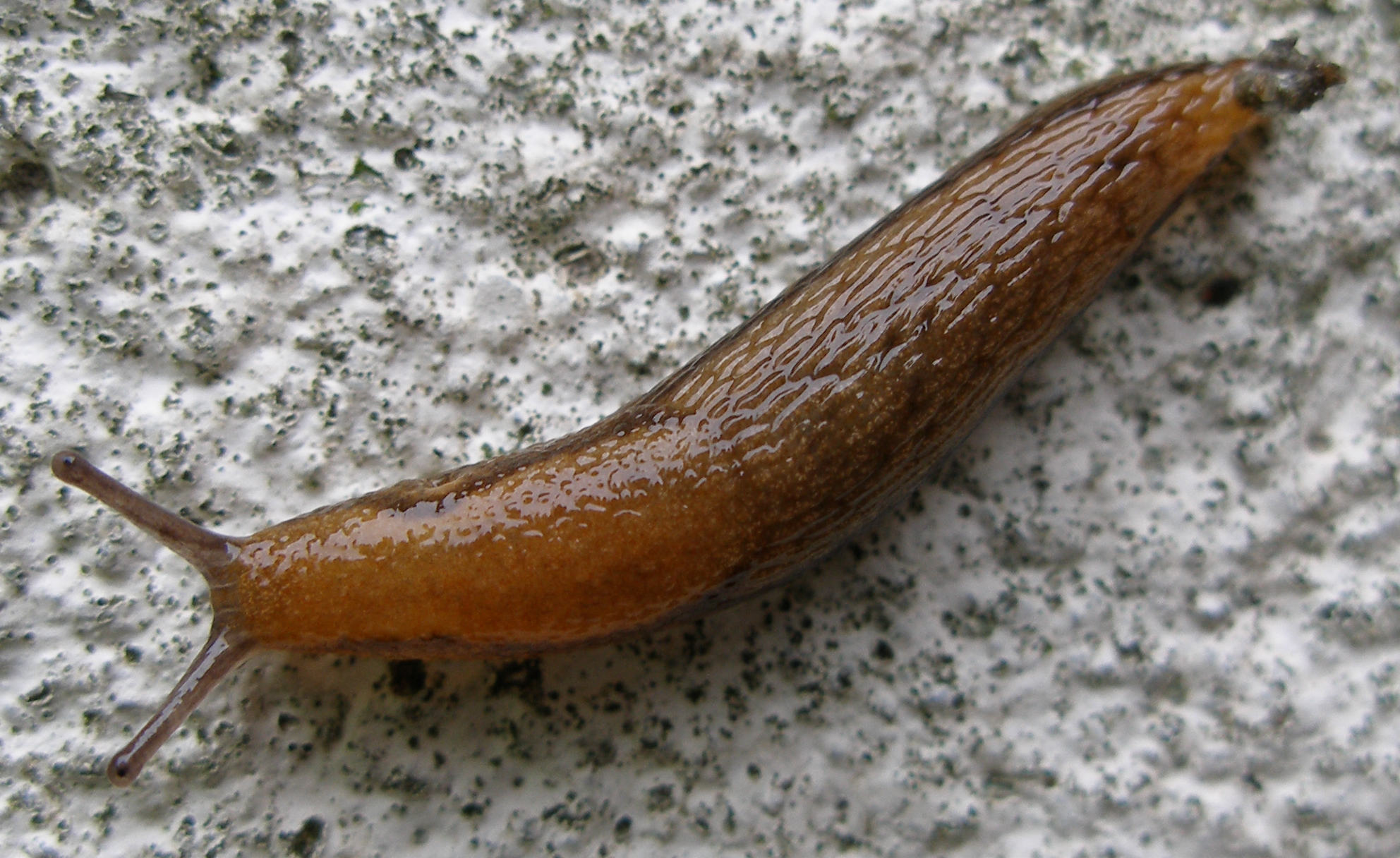
Lesma terrestre (Pulmonata).

Com uma história fóssil conhecida excepcionalmente abundante, que se estende até ao Furongiano (final do Cambriano), o vasto número de espécies validamente descritas contido na classe Gastropoda é apenas ultrapassada pela classe Insecta (os insectos).
A anatomia, etologia, ecologia, comportamento alimentar e adaptações reprodutivas dos Gasteropoda variam de forma significativa entre os diversos clades ou grupos, pelo que é manifestamente difícil elaborar uma descrição geral aplicável a todos os gastrópodes. São numerosos as espécies que produzem conchas com forma helicoidal, embora em algumas essa forma se perca ou fique pouco conspícua no estado adulto, como é o caso da superfamília Cypraeoidea. Num conjunto alargado de famílias, como é o caso das lapas, a concha é apenas helicoidal no estado larvar, adquirindo depois uma estrutura cónica simples.

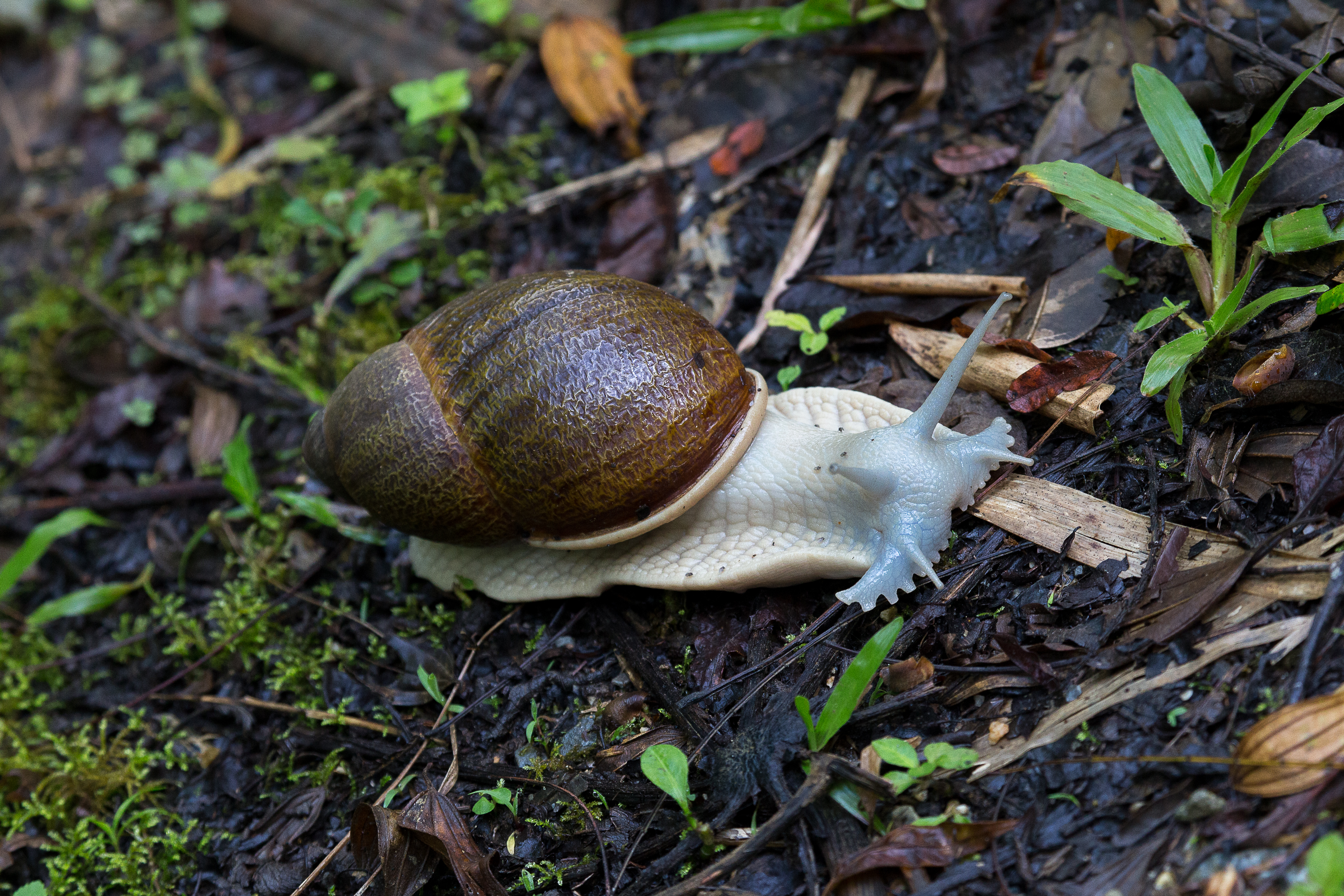
Caracol Megalobulimus dryades no Parque Estadual Intervales (Brasil).

A classe Gastropoda apresenta uma extraordinária diversificação de habitats, com membros que ocorrem desde os jardins e espaços urbanos até aos desertos e às montanhas e dos tanques e riachos à zona entremarés e aos grandes fundos oceânicos da região abissal. Membros desta classe estão presentes em  quase todos os ecossistemas de todas as regiões climáticas e ocupam nichos ecológicos tão extremos como as fontes hidrotermais de grande profundidade e os desertos. Algumas espécies são parasíticas.
Apesar de por vezes se generalizar a designação caracol a todos os membro da ordem Gastropoda, na linguagem comum o termo é apenas aplicado aos gastrópodes terrestres e de água doce dotados de uma concha estruturada de forma a que o animal possa nela recolher todas as partes moles. As espécies marinhas com concha helicoidal bem desenvolvida são conhecidas por búzios ou caramujos. As espécies sem concha, ou com concha muito reduzida ou interna, são conhecidas por lesmas. As espécies que apresentam conchas cónicas simples que não permitem recolher totalmente as partes moles são conhecidas por lapas.
Alguns gastrópodes são utilizados na alimentação humana, com destaque para os caracóis terrestres e diversas espécies marinhas, entre as quais os abalones, búzios, caramujos e lapas.

### Distribuição e habitat

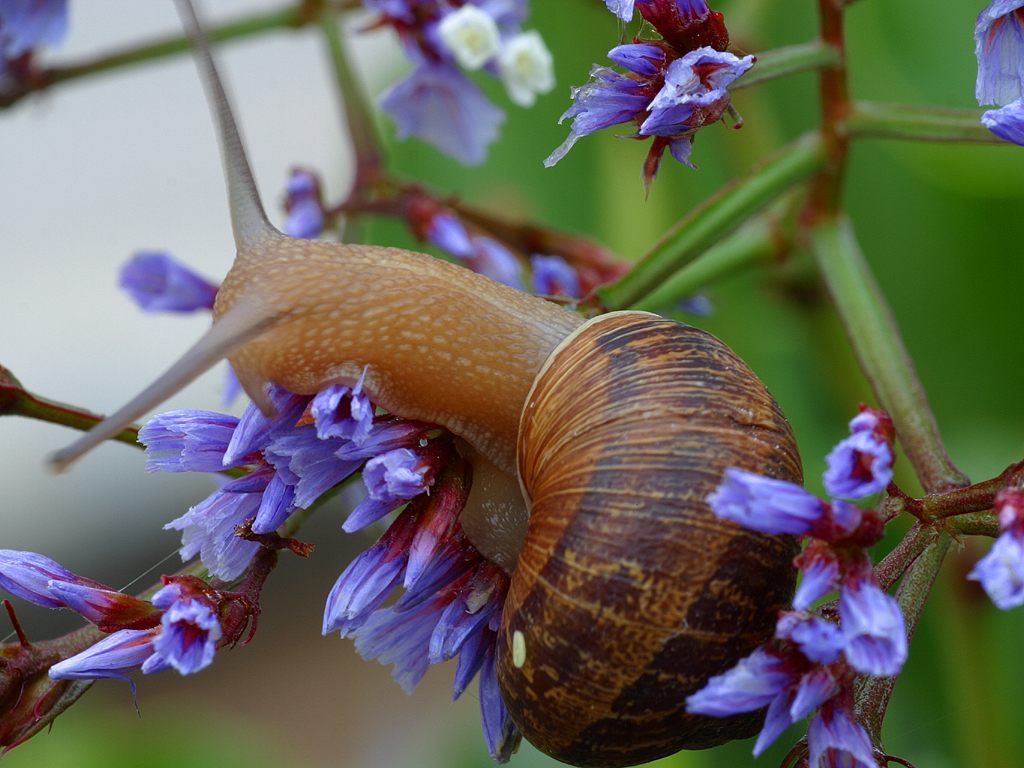
Cornu aspersum (anteriormente Helix aspersa), um pulmonado europeu introduzido acidentalmente em muitas regiões temperadas e subtropicais.

Os membros de Gasteropoda adaptaram-se a praticamente todos os ambientes existentes na Terra, tendo colonizado todos os meios disponíveis, com excepção do ar. São um grupo verdadeiramente cosmopolita, com distribuição natural que vai das regiões próximas das zonas Árctica e Antárctica até aos trópicos e à região equatorial.
Apesar da maioria dos membros mais conhecidos e familiares à maioria dos humanos serem caracóis e lesmas terrestres, mais de dois terços de todas espécies descritas vivem em meio aquático, desde as massas de água doce às regiões abissais dos oceanos.
Apesar de preferirem habitats com elevada disponibilidade de água e teores elevados de cálcio biodisponível há membros que ocorrem em desertos e em habitats onde não existe carbonato de cálcio suficiente para construir uma concha carbonatada, como é caso de algumas regiões de solos ácidos. Nessas regiões ocorrem diversos tipos de lesmas especificamente adaptadas ao ambiente acídico e mesmo algumas espécies de caracóis com concha fina e translúcida composta maioritariamente ou completamente pela proteína conchiolina, uma adaptação à indisponibilidade de cálcio.

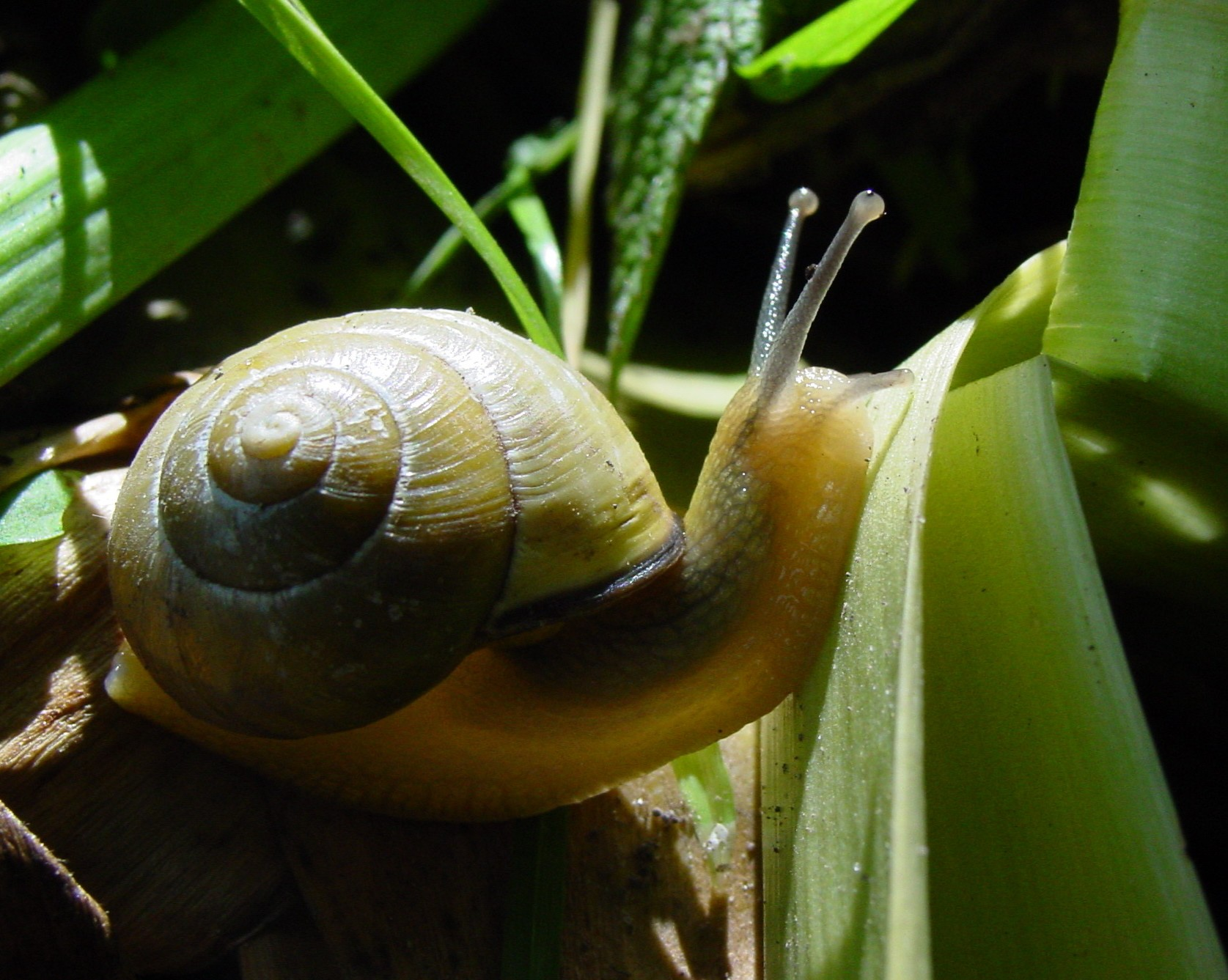
Cepaea nemoralis, um pulmonado europeu introduzido acidentalmente em muitas regiões temperadas e subtropicais.

No caso das regiões desértica, espécies como Sphincterochila boissieri e Xerocrassa seetzeni (sinónimo taxonómico de Trochoidea seetzeni) adaptaram-se à secura, exibindo capacidade de sobreviver longos períodos sem água.
Outras espécies adaptaram-se a ambientes tão variados como as grutas (com múltiplas espécies troglóbias), as pequenas poças temporárias, as zonas húmidas e lamaçais, os rios, lagos e canais, a zona intertidal, com destaque para o litoral rochoso fortemente batido pela ondulação marinha e sujeito a periódica exposição à secura durante a maré-baixa, os grandes fundos oceânicos, as proximidades das fontes hidrotermais, os recifes de coral e muitas outros habitats grandemente diversos.
Os gastrópodes podem ser acidentalmente transferidos entre regiões e habitats por outros animais, como por exemplo por aves. A ave mais pequena que se encontra descrita como transportando um gastrópode é um chapim-real (Parus major) que transportava um caracol da espécie Trochulus hispidus durante a migração na Polónia em 2010.

## Etimologia
Na literatura cientifica, os gastrópodes foram inicialmente descritos como «gasterópodes» por Georges Cuvier em 1795. Cuvier criou o termo "gastrópode" por derivação dos vocábulos do grego clássico γαστήρ (gastér) "estômago", e ποδὸς (podòs) "pé".
O anterior nome do grupo, univalve, tem como etimologia "uma só valva" ou "uma só concha", foi derivado por contraste com bivalve, termo que é aplicado aos moluscos, como as amêijoas ou as ostras, que apresentam duas valvas ou conchas.

## Morfologia e ecologia

Anatomia de um caracol terrestre. Note-se que esta anatomia não se aplica à generalidade das famílias de gastrópodes.
1-concha, 2-fígado, 3-pulmão, 4-ânus, 5-poro respiratório, 6-olho, 7-tentáculo, 8-gânglios cerebrais, 9-ducto salival, 10-boca, 11-, 12-glândula salival, 13-poro genital, 14-pénis, 15-vagina, 16-glândula mucosa, 17-oviducto, 18-saco de dardos, 19-pé, 20-estômago, 21-rim, 22-manto, 23-coração e 24-vasos deferentes

As grandes diferenças morfológicas existentes dentro da classe Gastropoda tornam particularmente difícil a descrição da anatomia e da ecologia do grupo. Assim, a descrição de cada um dos agrupamentos deve ser procurada nos respectivos verbetes.

### Anatomia

Anatomia de um caracol aquático masculino com uma brânquia (prosobrânquio). Note-se que muito desta descrição anatómica não se aplica a gastrópodes pertencentes a outros clades.
Amarelo claro - partes moles
castanho - concha e opérculo
verde - sistema digestivo
púrpura - brânquias
amarelo - osfrádio
vermelho - coração
rosa -
violeta -
1. pé
2. gânglio cerebral
3. pneumostoma
4. alta comissura
5. osfrádio
6. brânquias
7. gânglio pleural
8. átrio do coração
9. gânglio visceral
10. ventrículo
11. pé
12. opérculo
13. cérebro
14. boca
15. tentáculo (quimiossensorial, 2 ou 4)
16. olho
17. pénis (evertido, normalmente interno)
18. anel nervoso esofágico
19. gânglio pedal
20. baixa comissura
21. vas deferens
22. cavidade palial / cavidade do manto / cavidade respiratória
23. gânglio parietal
24. ânus
25. hepatopâncreas
26. gónada
27. recto
28. nefrídeo.

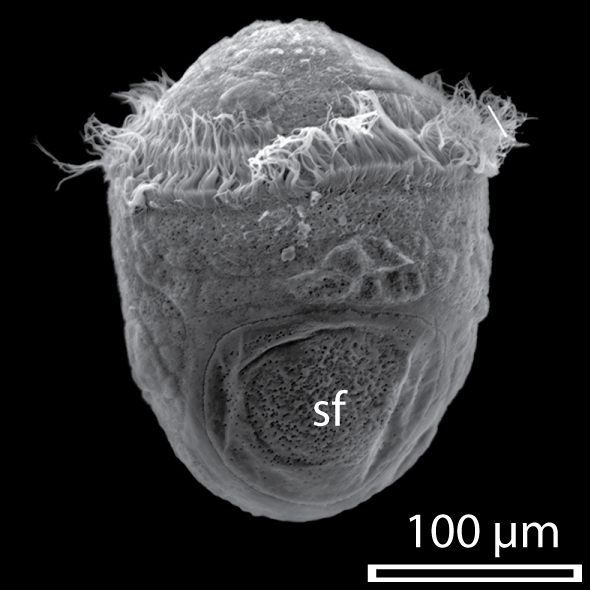
Larva trocófora de Haliotis asinina (9 horas após a eclosão). sf - campo da concha.

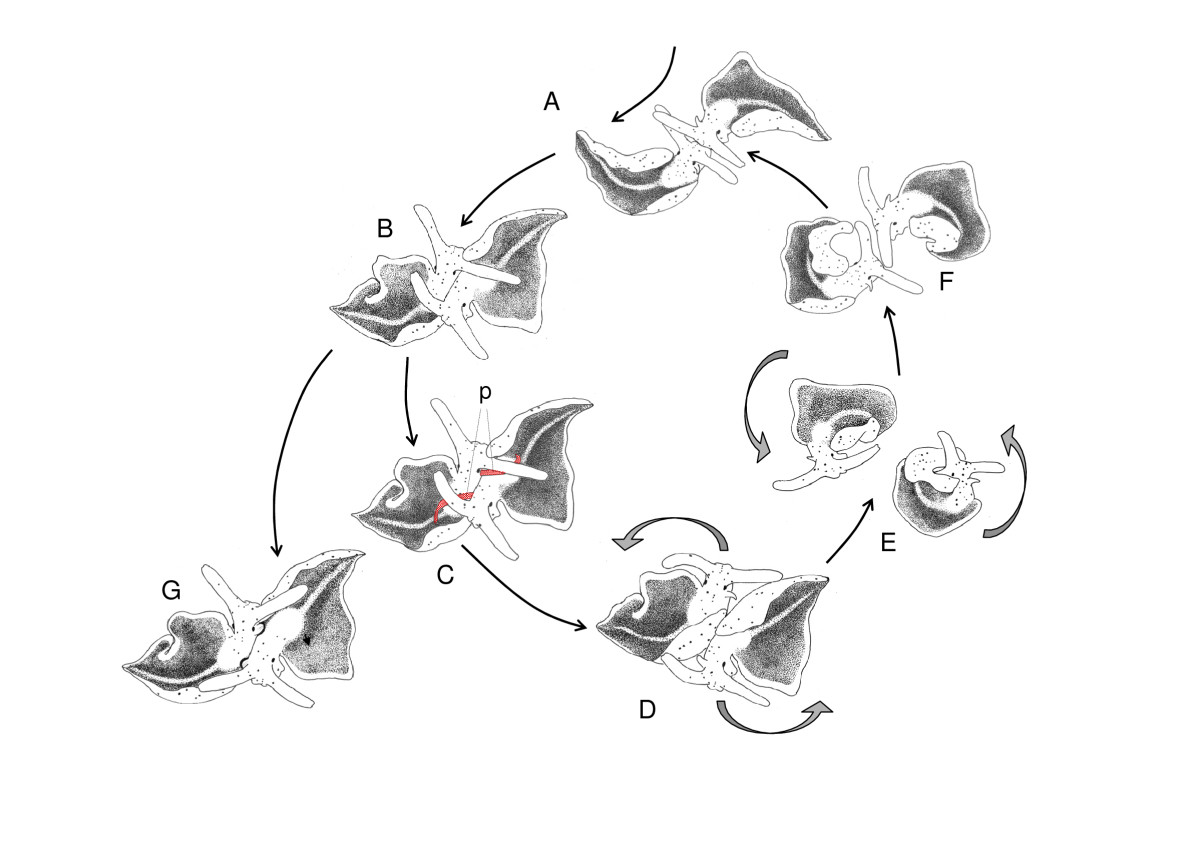
Comportamento de acasalamento de Elysia timida.

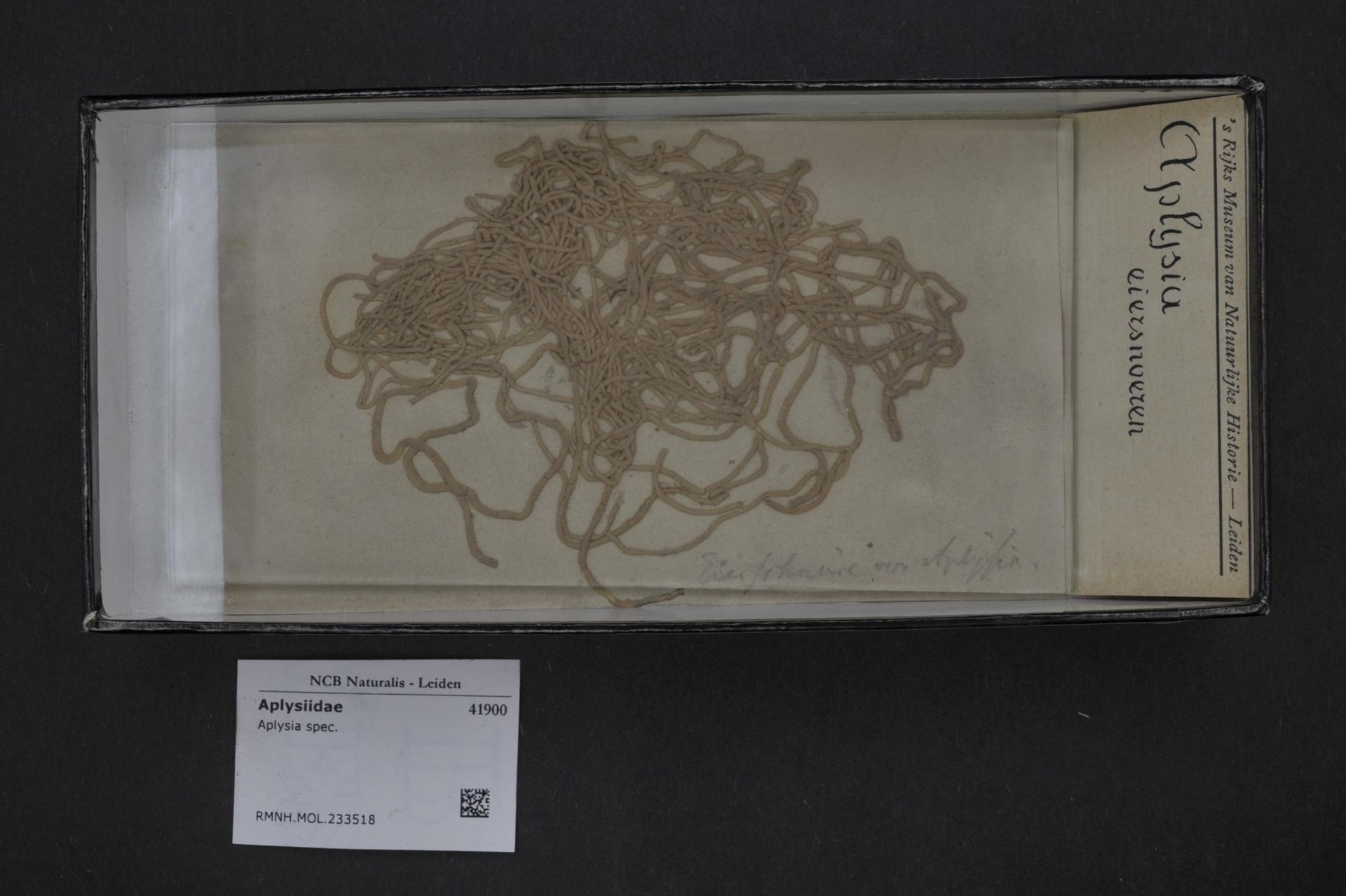
Fleiras de ovos de Aplysia sp.

A grande maioria dos gastrópodes tem o corpo protegido por uma concha, com formato helicoidal sobre o lado direito, embora algumas formas (como as lapas) tenham evoluído para uma concha mais simples. Os gastrópodes apresentam uma cabeça bem marcada, munida de dois ou quatro tentáculos sensoriais, e uma boca com rádula. A cabeça encontra-se unida a um pé ventral, musculado em forma de pala. O seu desenvolvimento embrionário caracteriza-se pela torção da massa visceral, coberta pelo manto, que surge no adulto enrolada sobre um dos lados de forma a ser acomodada na concha. As lesmas têm uma concha apenas vestigial e, em consequência, os efeitos deste enrolamento são diminutos sendo o corpo linear.
O processo anatómico de torção, uma sinapomorfia do agrupamento taxonómico, ocorre durante a fase larvar força a massa visceral do animal a rodar 180º para um dos lados, resultando que o ânus acaba situado sensivelmente numa posição anterior acima da cabeça. Este processo é independente, e não está sequer directamente relacionado, com o enrolamento helicoidal da concha, que constitui um fenómeno separado e comum a outros grupos taxonómicos. Esta torção está presente em todos os gastrópodes, mas nos opistobrânquios ocorre um fenómeno de posterior endireitamento, que leva a que a rotação se perca, embora em graus diferentes, nas formas adultas.
A torção ocorre em dois estágios mecanicistas. O primeiro é muscular e o segundo é mutagénico. Os efeitos da torção são principalmente fisiológicos, já que o organismo desenvolve uma estrutura assimétrica com a maior parte do crescimento a ocorrer no lado esquerdo. Essa assimetria leva à perda de apêndices pareados, entre os quais os ctenídeos (aparelho respiratório semelhante a um pente), gónadas e nefrídeos. Além disso, o ânus é redireccionado para o mesmo espaço que a cabeça. A geometria corporal resultante parece ter função evolutiva, pois antes da torção, ao se retrair na concha, primeiro seria puxada para dentro a extremidade posterior, e apenas em seguida a anterior (frente). Com a torção, a frente pode ser retraída com mais facilidade, talvez sugerindo um propósito defensivo.
Contudo, a "hipótese de rotação" atrás explanada começa a ser desafiada por uma "hipótese de assimetria" que propõe que a cavidade do manto dos gastrópodes terá origem em apenas um dos lados de um manto bilateral, o que provocará a assimetria e a consequente torção.
Os gastrópodes têm tipicamente uma  cabeça bem definida, com dois ou quatro tentáculos sensoriais, frequentemente munidos de olhos, e um pé ventral, que lhes dá seu nome (grego: "gaster", estômago e "poda", pés). A divisão mais importante do pé é a porção anterior designada por propódio (propodium), cuja função é empurrar o sedimento à medida que o gastrópode rasteja. O estádio larvar de um gastrópode com concha é designado por protoconcha.
A principal característica dos Gastropoda é a assimetria dos seus principais órgãos. O aspecto essencial desta assimetria é a localização ânus, que geralmente recai para um dos lados do plano mediano do animal. A ctenídeo (brânquias), o osfrádio (órgão olfactivo), a glândula hipobrânquica (ou glândula paleal mucosa) e a aurícula do coração ocorrem apenas num dos lados ou pelo menos estão mais desenvolvidos num dos lados do corpo doe que no outro. Para além disso, há apenas um único orifício genital, que fica no mesmo lado do corpo que o ânus.

### Concha

Concha de Zonitoides nitidus, um pequeno caracol terrestre, com o enrolamento dextral que é típico (embora não universal) nas conchas dos gastrópodes.
Imagem superior: vista dorsal da concha, mostrando o apex;
Imagem central: vista lateral mostrando a espira e a abertura da concha;
Imagem inferior: vista basal mostrando o umbilicus.

A maior parte dos gastrópodes com concha apresenta conchas univalves (com apenas uma valva), tipicamente enrolada ou espiralada, pelo menos no estado larvar.
Nos casos em que a concha está presente, esta constitui um invólucro enrolado que geralmente abre no lado direito (quando visto com o ápice da concha apontando para cima). Numerosas espécies têm um opérculo, que na maioria dos casos age como um alçapão para fechar a concha quando o animal nela recolhe toadas as suas partes moles.
As conchas são constituídas por uma estrutura de base proteica, com proteínas do grupo das conchiolinas e queratinas, formando um material semelhante aos cornos dos mamíferos, mas que em muitos casos é enriquecido em calcário. Nas lesmas terrestres, a concha é reduzida ou ausente e o corpo é alongado e direito.

### Morfologia externa
Algumas lesmas-do-mar (Opisthobranchia) apresentam pele com coloração brilhante, a qual serve quer como aviso de que o animal é venenoso ou contém células urticantes ou nematocistos (aposematismo), o torna semelhante a organismos pouco apetecíveis do ponto de vista dos predadores (mimetismo batesiano) ou como camuflagem no caso das espécies que vivem entre cnidários, hidroides e esponjas (Porifera) de coloração intensa.
As excrescências laterais presentes no corpo de alguns nudibrânquios são designadas por cerata. As cerata contêm parte da glândula digestiva, formando estruturas designadas por divertículos.

### Órgão sensoriais e sistema nervoso

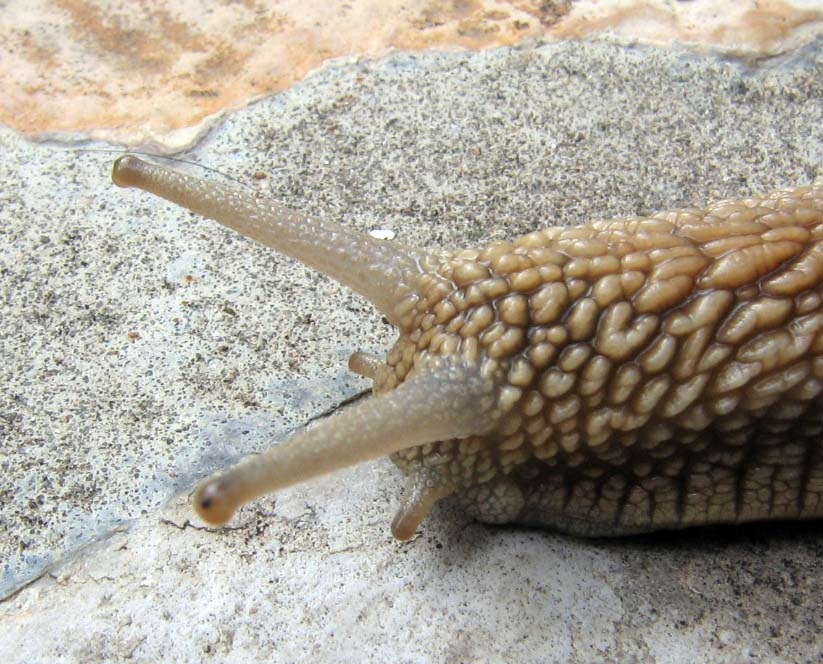
O par superior de tentáculos na cabeça de Helix pomatia apresenta manchas oculares na sua extremidade, mas o principal órgão sensorial destes animais são os receptores olfactivos situados no epitélio dos tentáculos.

Os órgão sensoriais dos gastrópodes incluem órgão olfactivos, olhos, estatocistos e mecanorreceptores. Os gastrópodes não apresentam mecanismos de audição.
Nos gastrópodes terrestres (caracóis e lesmas), os órgão olfactivos, localizados nas extremidades dos tentáculos, são os órgão sensoriais mais importantes. Os órgãos quimiossensíveis dos gastrópodes marinhos opistobrânquios são designados por rinóforos.
A maioria dos gastrópodes apresenta órgãos visuais simples, em geral manchas oculares na extremidade ou na base dos tentáculos. Contudo, os órgãos fotossensíveis dos gastrópodes apresentam uma grande diversidade morfológica e funcional, variando desde simples ocelos que apenas permitem distinguir entre claro e escuro, até olhos de cavidade complexos e mesmo olhos com lentes. Nos caracóis e lesmas, a visão não é sentido mais importante, por serem essencialmente animais nocturnos.
O sistema nervoso dos gastrópodes é composto pelo sistema nervoso periférico e pelo sistema nervoso central. O sistema central consiste num conjunto de gânglios interligados por células nervosas e inclui gânglios emparelhados: os gânglios cerebrais, os gânglios pedal, osfradial, pleural, parietal e visceral. Existem por vezes gânglios bucais.

### Sistema digestivo
A rádula dos gastrópode é geralmente adaptada ao alimento que a espécie ingere. Os gastrópodes com sistema digestivo mais simples são as lapas e abalones, herbívoros que usam sua rádula dura para raspar as algas aderentes às rochas sobre as quais vivem.
Muitos gastrópodes marinhos são escavadores e apresentam um sifão que se estende para fora do bordo do manto. Por vezes, a concha é provida de um canal sifonal para acomodar esta estrutura. O sifão permite ao animal introduzir água na cavidade do manto e sobre as brânquias. Estas espécies utilizam o sifão principalmente para "provar" a água para detectar presas à distância. Os gastrópodes com sifões tendem a ser predadores ou necrófagos.

### Sistema respiratório
O sistema respiratório dos gastrópodes é igualmente variável consoante o modo de vida. As formas marinhas respiram através de brânquias, enquanto as terrestres têm uma cavidade no manto muito vascularizada que toma a função de pulmão. Quase todas as espécies de gastrópodes marinhos respiram por brânquias, mas muitas espécies de água doce, e a maioria das espécies terrestres, tem um pulmão na cavidade paleal.
Todos os gastrópodes terrestres pulmonados pertencem à ordem Pulmonata e descendem de um ancestral comum, constituindo um clade. Pelo contrário, as formas com respiração branquial são parafiléticas. A proteína respiratória em quase todos os gastrópodes é a hemocianina, mas a família pulmonada Planorbidae tem a hemoglobina como proteína respiratória.
Num grande grupo de lesmas do mar, as brânquias estão dispostos como uma roseta de plumas de penas sobre a parte dorsal do animal, o que dá origem à designação do grupo, os nudibrânquios. Alguns nudibrânquios apresentam estruturas lisas ou verrucosas no dorso e não têm mecanismo de guelras visível, de modo que provavelmente respiração ocorrerá directamente através da pele.

### Sistema circulatório
Os gastrópodes apresentam um sistema circulatório do tipo aberto que utiliza como fluido de transporte a hemolinfa. Na vasta maioria das espécies na hemolinfa está presente o pigmento respiratório hemocianina ,,(de cor azul), mas a família pulmonada Planorbidae tem a hemoglobina (de cor vermelha) como proteína respiratória.

### Sistema excretório
O órgão excretor primário dos gastrópodes são os nefrídeos, os quais produzem amónia ou ácido úrico como principal excreção. O funcionamento dos nefrídeos também exerce um importante papel na manutenção do balanço hídrico corporal nas espécies de água doce e terrestres. Algumas espécies incluem como órgão adicionais de excreção a presença de glândulas pericárdicas na cavidade paleal e glândulas digestivas abrindo para o interior do estômago.

### Sistema reprodutivo
A maior parte dos gastrópodes, incluindo muitas espécies de Helicidae, incluem fases de cortejo sexual, mais ou menos elaboradas, no seu comportamento reprodutivo.
Em muitas espécies de gastrópodes marinhos, com excepção dos opistobrânquios, existe separação de sexos, mas a maioria dos gastrópodes terrestres são hermafroditas.
Alguns gastrópodes terrestres apresentam uma característica incomum no seu sistema reprodutivo que se traduz na utilização de dardos (dardos de amor) para estimular hormonalmente a transferência de esperma entre indivíduos durante o acasalamento.

## Genética
Os gastrópodes exibem um elevado grau de variação na organização e estrutura dos genes mitocondriais quando comparados com outros animais.
Os principais eventos de rearranjo genómico ocorreram aquando da origem dos Patellogastropoda e Heterobranchia, com menos alterações registadas entre os ancestrais dos Vetigastropoda (apenas tRNAs D, C e N) e Caenogastropoda (uma única grande inversão cromossómica e translocações dos tRNAs D e N). Entre os Heterobranchia, a ordem dos genes aparenta estar relativamente conservada e os rearranjos de genes estão essencialmente relacionados com a transposição dos genes tRNA.

## Ciclo de vida
O cortejamento sexual é parte do comportamento de acasalamento dos gastrópodes e algumas famílias de caracóis terrestres do grupo Pulmonata produzem e utilizam dardos de amor cuja utilização foi identificada como uma forma de selecção sexual.
Os principais aspectos do ciclo de vida dos gastrópodes são:
- Oviposição;
- Ovo;
- Desenvolvimento embriónico dos gastrópodes;
- Larva e estádio larvar: as larvas dos gastrópodes podem ser larvas trocóforas e/ou larvas veligeras (ou véliger);
- Estivação e hibernação (cada uma destas fases está presente em apenas alguns gastrópodes);
- Crescimento dos gastrópodes;
- Cortejamento sexual e acasalamento dos gastrópodes: a fertilização é interna ou externa conforme a espécie; a fertilização externa é comum entre os gastrópodes marinhos.

## Alimentação
A dieta dos gastrópodes difere de acordo com o grupo considerado. Entre os gastrópodes marinhos incluem-se alguns que são herbívoros, detritívoros, predadores carnívoro, necrófagos, parasitas e mesmo alguns filtradores ciliares em que a rádula é reduzida ou ausente. As espécies terrestres podem mastigar folhas, cascas, frutas e animais em decomposição, enquanto as espécies marinhas podem raspar as algas das rochas do fundo do mar ou da zona entremarés.
O modo de alimentação dos gastrópodes é bastante variado e controla o tipo de rádula presente em cada espécie. Os gastrópodes herbívoros têm rádulas fortes que usam para raspar algas do substrato rochoso ou triturar folhas e caules. As formas detritívoras e filtradoras têm uma rádula simples ou ausente. Os gastrópodes carnívoros têm peças bucais sofisticadas e algumas formas, como os Conus, são predadores activos que caçam pequenos peixes com uma espécie de arpão. Muitos dos gastrópodes marinhos têm modo de vida endobentónico, isto é, vivem enterrados no subsolo. Estas formas apresentam um sifão extensível que actua como um respirador, permitindo ao animal o contacto com a água carregada de oxigénio.
Em algumas espécies que evoluíram para formas de endoparasitismo, como Thyonicola doglieli (um membro do grupo Eulimidae), muitas das características morfológicas padrão dos gastrópode apresentam-se fortemente reduzidas ou estão mesmo ausentes.
Algumas lesmas do mar são herbívoras, mas muitas são carnívoras. O hábito carnívoro parece ser devido a fenómenos de especialização. Muitos gastrópodes possuem preferências dietéticas distintas e ocorrem regularmente em estreita associação com a suas espécies alimentares.
Entre os gastrópodes carnívoros predadores incluem-se, por exemplo, os géneros Conus, Testacella, Daudebardia e Selenochlamys, entre muitos outros.

## Taxonomia

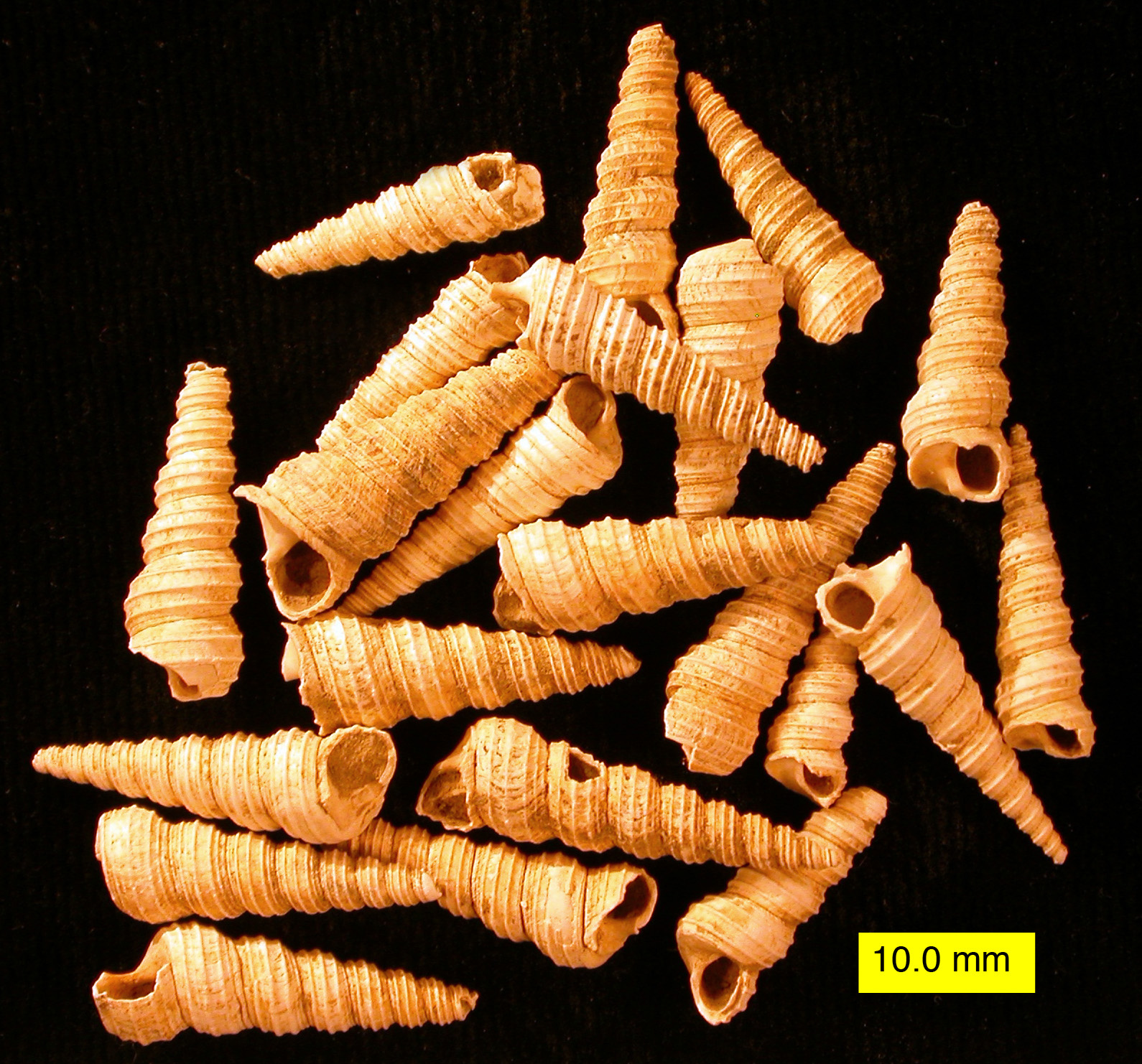
Grupo de conchas fósseis de Turritella cingulifera do Plioceno do Chipre.

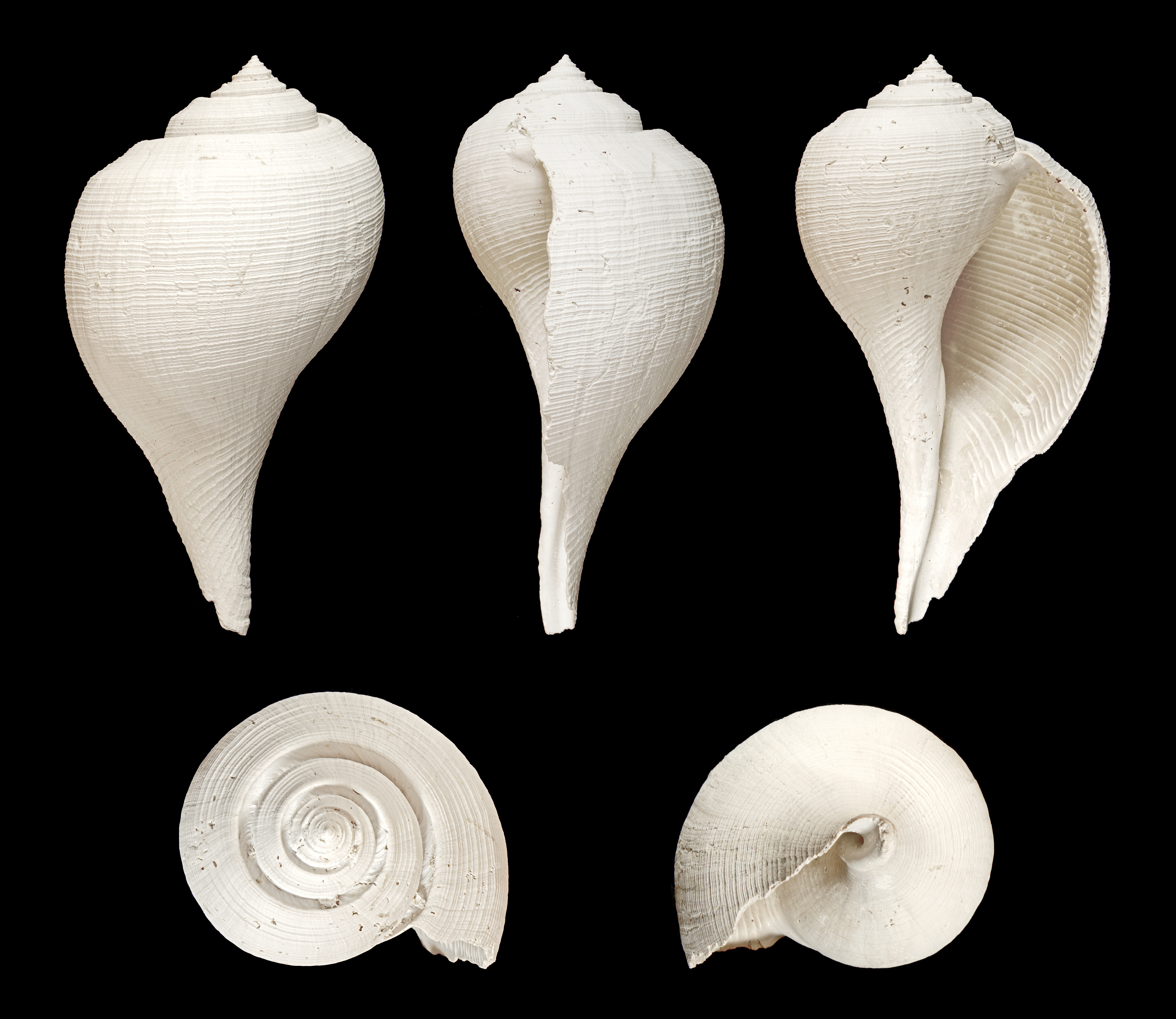
Vistas de uma concha de Fulguropsis sp.

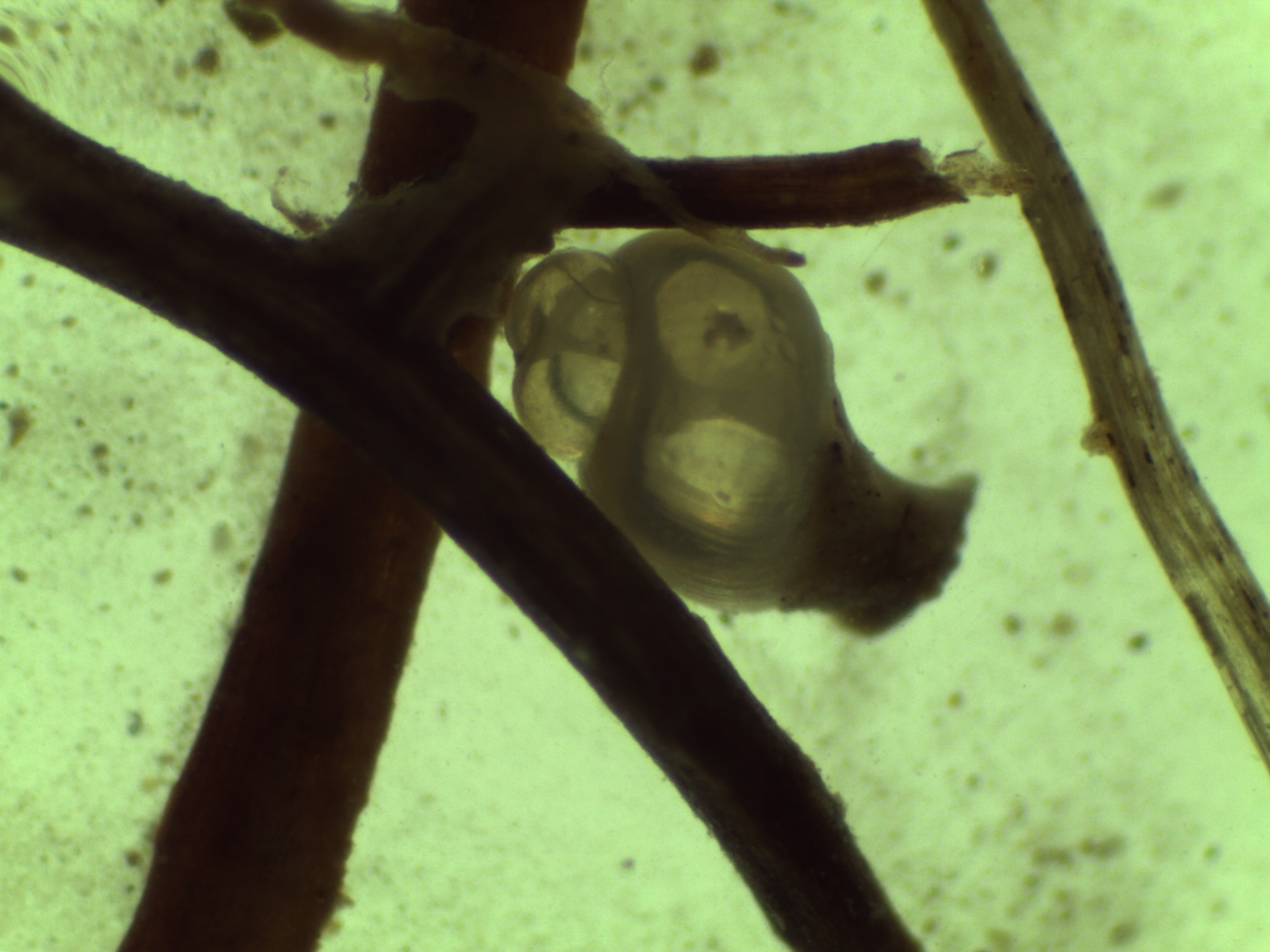
Microfotografia (35x) de fósseis de Gastropoda em sedimentos do Holoceno (Planície de Amuq, SSE da Turquia.

Desde os trabalhos pioneiros de Charles Darwin que a taxonomia biológica procura fazer reflectir nos sistemas de classificação a filogenia dos organismos, isto é a sua posição na árvore da vida. As classificações usadas em taxonomia tentam representar as relações precisas entre os vários taxa. Contudo, devido à enorme biodiversidade que o grupo exibe, a taxonomia dos Gastropoda tem vindo a ser constantemente revista, existindo várias versões em uso corrente, dependendo o seu uso por autores e das escolas e correntes científicas.
Nas classificações clássicas a classe Gastropoda era dividida em 4 subclasses:
- Opisthobranchia — organismos marinhos com brânquias à direita e na zona posterior do coração, hermafroditas, concha reduzida;
- Gymnomorpha — sem concha (lesmas);
- Prosobranchia — organismos marinhos com brânquias na zona anterior ao coração, sexos separados;
- Pulmonata — organismos terrestres com pulmões em vez de brânquias, hermafroditas.

Porém, com o advento das técnicas de sequenciação de ADN, estes grupos provaram ser parafiléticos, o que obrigou a uma profunda revisão da taxonomia do grupo. A taxonomia dos Gastropoda ainda se considera em processo de revisão, com muitos dos aspectos da anterior classificação a serem progressivamente abandonados à medida que mais dados de estudos de biologia molecular e de filogenia molecular são disponibilizados. Apesar dessas profundas mutações, muitos dos termos derivados das antigas classificações, como "opistobrânqios" e "prosobrânquio", continuam a ser utilizados de forma descritiva.
Novos pontos de vista baseados na sequenciação do DNA de gastrópodes produziram algumas novas ideias taxonómicas que ameaçam revolucionar as taxonomias tradicionais. No caso dos Gastropoda, a taxonomia está sendo gradualmente reescrita para incorporar apenas grupos estritamente monofiléticos (apenas uma linhagem de gastrópodes em cada grupo). A integração de novas descobertas num sistema de classificação abrangendo toda a classe continua a ser desafiadora. No presente estado de conhecimentos, a produção de classificações consistentes ao nível de subclasse, superordem, ordem e subordem já foi abandonada como impraticável.   Revisões profundas dos níveis taxonómicos mais elevados são esperadas num futuro próximo.
O fenómeno de evolução convergente, que parece ter ocorrido com uma frequência particularmente elevada entre os Gastropoda, parece explicar a maioria das diferenças entre as antigas classificações, de base morfológica, e as mais modernas, de base molecular e assentes sobre a sequenciação de genes.
A taxonomia de Bouchet & Rocroi (de 2005) introduziu mudanças profundas na sistemática do grupo, resultando numa taxonomia que se aproximou mais da história evolucionária do filo. A «taxonomia de Bouchet & Rocroi» é um sistema parcialmente baseado nos anteriores sistemas de classificação e parcialmente nos conceitos da nova investigação cladística.
Num passado recente, a taxonomia dos gastrópodes era largamente baseada em características fenéticas (morfológicas) dos agrupamentos taxonómicos. Os avanços mais recentes são baseados em características moleculares derivadas do estudo do DNA e do RNA. Estes dados vierem tornar controversa a hierarquia taxonómica utilizada no grupo, abrindo um debate que provavelmente tão depressa não encerrará.
Na taxonomia de Bouchet, Rocroi et al. (de 2005), os autores utilizaram clades não hierarquizados (unranked) para os taxa acima do grau de superfamília (substituindo a subordem, ordem, superordem e subclasse), enquanto mantiveram uma abordagem lineana tradicional para todos os taxa abaixo do grau de superfamília. Sempre que a monofilia não foi comprovada, ou o grupo é conhecido como parafilético ou polifilético, foi usado o termo "grupo" ou "grupo informal". A classificação das famílias em subfamílias muitas vezes não está bem resolvida e deve ser considerada como a melhor hipótese possível à luz dos dados disponíveis.
Em 2004, Brian Simison e David R. Lindberg mostraram que era possível existir uma origem difilética para os Gastropoda com base análise da ordenação de genes mitocondriais e sequenciamento de aminoácidos de genes completos.

### Diversidade
A diversidade dos gastrópodes, a todos os níveis taxonómicos, é apenas ultrapassada pela dos insectos, o que torna particularmente complexa a sua taxonomia e classificação biológicas.
A classe Gastropoda apresenta, com grande diferença numérica em relação às restantes classes de moluscos, o maior número de espécies validamente descritas e um complexo e vasto conjunto de sinónimos taxonómicos e de espécies não descritas ou incompleta ou imperfeitamente descritas. Em consequência, as estimativas do número total de espécies varia grandemente, dependendo das fontes e dos métodos de estimativa.

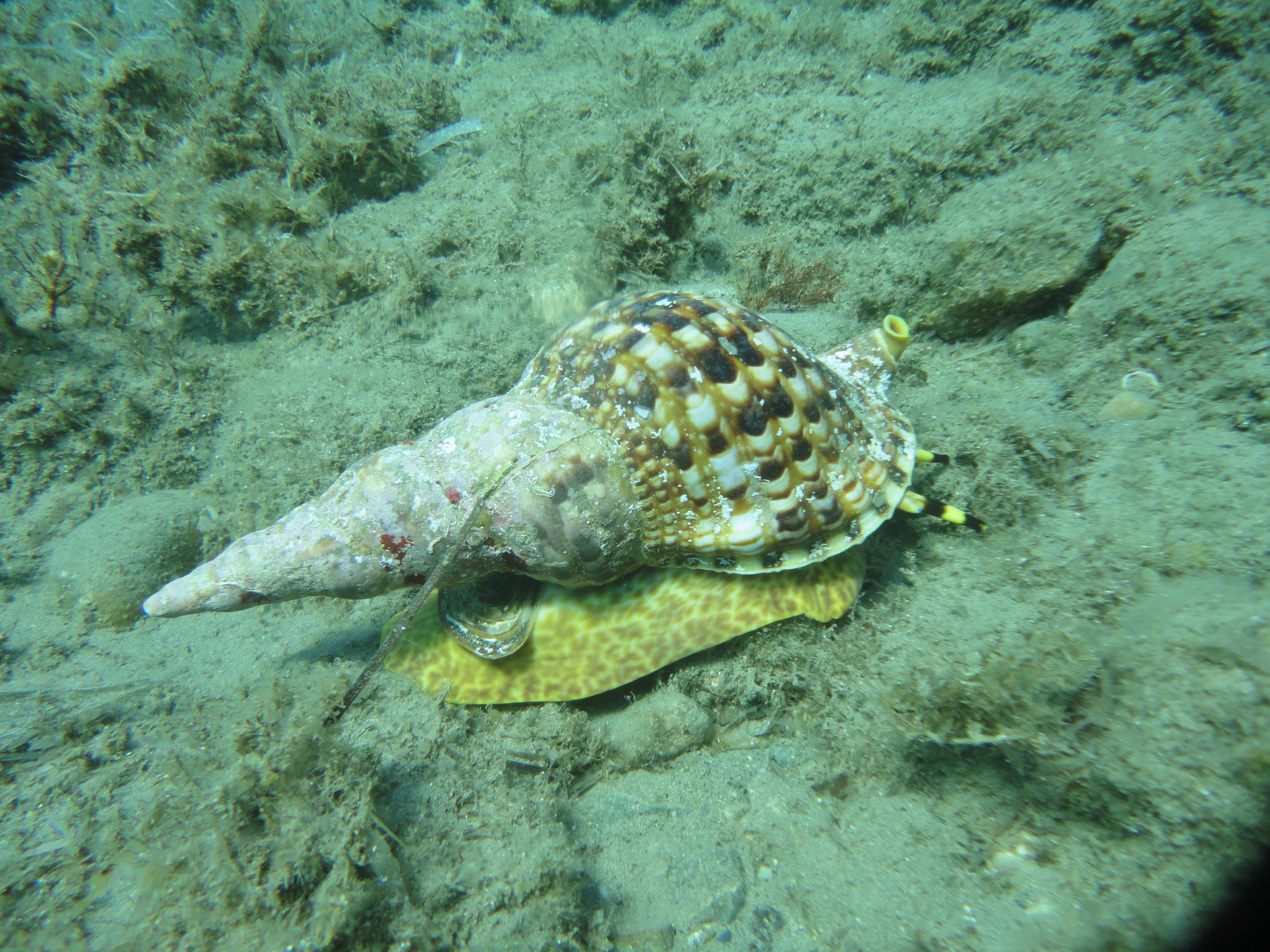
Búzio.

Apesar da complexidade e da incerteza resultante, o número total de espécies de gastrópodes pode ser estimado a partir do número de espécies de Mollusca com nomes aceites: cerca de 85 000 (mínimo 50 000, máximo 120 000). Apesar disso, uma estimativa do número total de espécies de moluscos (Mollusca), incluindo as espécies não descritas, aponta para cerca de 240 000 espécies.
A estimativa de 85 000 espécies de gastrópodes inclui cerca de 24 000 espécies validamente descritas de gastrópodes terrestres, o que corresponde a cerca de um terço do total de espécies incluídas na classe.
Diferentes estimativas do número de espécies de gastrópodes aquáticos, baseadas em diferentes fontes, apontam para cerca de 30 000 espécies de gastrópodes marinhos e cerca de 5 000 espécies de água doce e de água salobra. O número total de espécies extantes de caracóis de água doce está estimado em cerca de 4 000.
Estão recenseada pelo menos 444 espécies de gastrópodes recentemente extintas (extintas desde o ano 1500), 18 espécies que se encontram agora extintas na natureza (mas ainda mantidas em cativeiro) e 69 espécies "possivelmente extintas".
O número de espécies de gastrópodes apenas conhecidas do registo fóssil é de pelo menos 15 000 espécies.
A extraordinária diversidade dos Gastropoda levou ao aparecimento de múltiplos sistemas de classificação, o mesmo se reflectindo na linguagem comum, já que diversos subconjuntos do agrupamento taxonómico recebem nomes comuns diferentes (por exemplo: caracóis, lesmas, búzios, caramujos e lapas). Alguns destes entraram na linguagem biológica, dando origem a termos como búzio, caracol, lesma, semilesma, lesma marinha, lesma pelágica ou micromolusco.

### História geológica e evolução
Os primeiros gastrópodes (entre os quais os géneros Chippewaella e Strepsodiscus) surgiram exclusivamente em ambiente marinho durante o Câmbrico superior (Furongiano) e diversificaram-se rapidamente. Formas anteriores do Câmbrico, como os géneros Helcionella e Scenella, já não são considerados gastrópodes e os pequenas organismos helicoidais do grupo Aldanella (do Câmbrico inferior) provavelmente nem são moluscos.

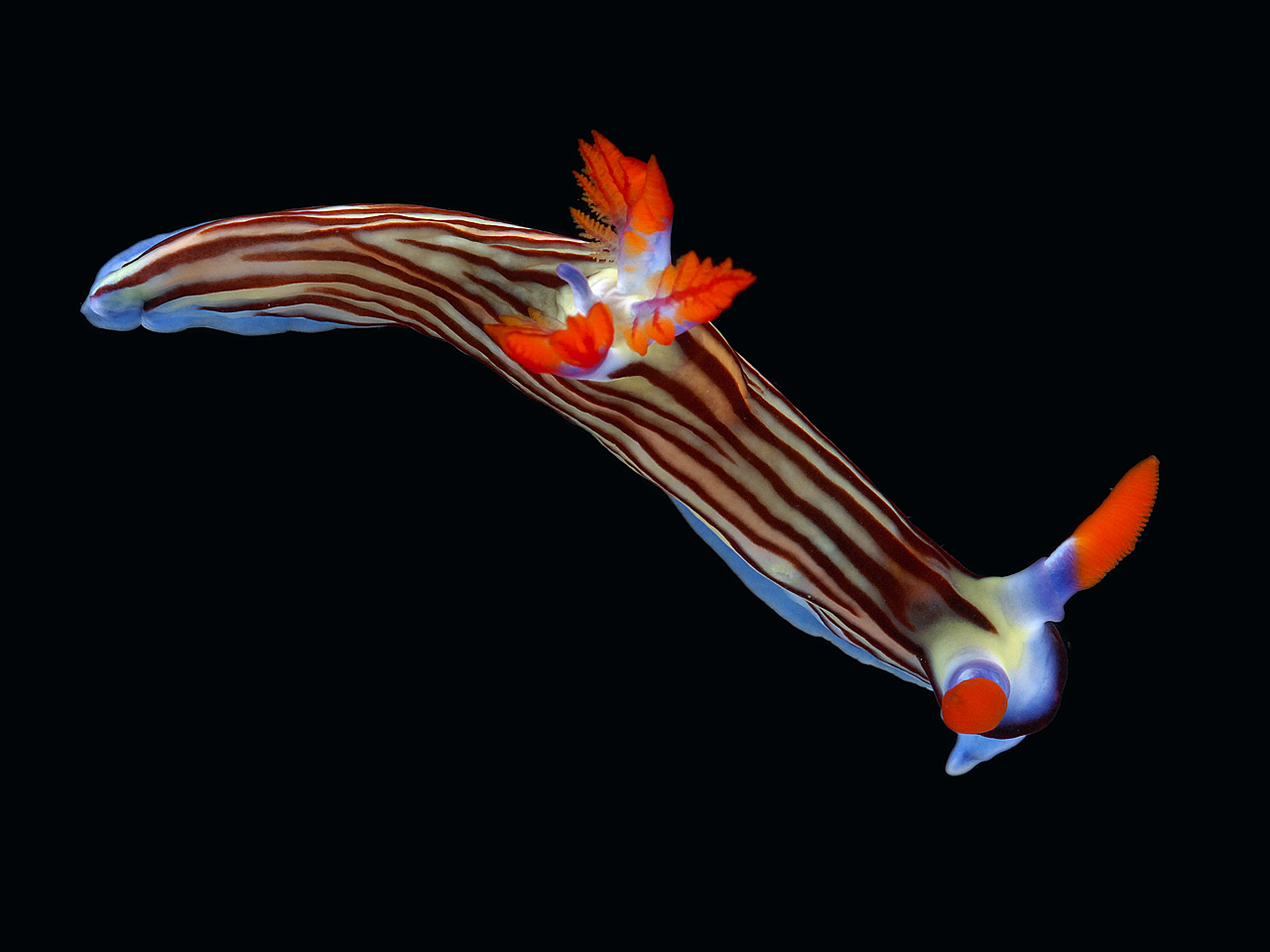
O nudibrânquio Nembrotha aurea.

No Ordovício o grupo já estava presente numa grande variedade de ambientes aquáticos, incluindo os de água salobra e doce, mas ao longo de todo o Paleozoico a classe dominante de moluscos foram os bivalves. Em geral os fósseis de gastrópodes das rochas do Paleozoico inferior não estão suficientemente preservados para permitir uma identificação inequívoca, mas, ainda assim, o género Poleumita do Silúrico contém 15 espécies identificadas.
A maioria dos gastrópodes do Paleozoico pertenceu a grupos primitivos, alguns dos quais ainda sobrevivem. No período Carbonífero muitas das formas conhecidas em gastrópodes extantes já estão presentes no registo fóssil, mas, apesar dessas similaridades na aparência, a maioria destas formas mais antigas não está directamente relacionada com as formas extantes. Foi durante o Mesozoico que os ancestrais da maioria dos grupos de gastrópodes actuais se diferenciaram, datando desse período a origem das linhagens existentes no presente.
Um dos primeiros exemplos de gastrópode terrestre (do género Maturipupa) surgiu em níveis de carvão do Carbónico da Europa, mas até ao Mesozóico estas formas eram raras. O género Helix, que inclui as espécies mais familiares de caracol, apareceu durante o Cretácico.
Nas rochas do Mesozoico os gastrópodes são ligeiramente mais comuns como fósseis, com as conchas frequentemente bem preservadas. Os fósseis ocorrem em antigos leitos depositados em ambientes de água doce e marinhos. O mármore de Purbeck, do período Jurássico, e o mármore do Sussex, do início do período Cretáceo, ambos do sul da Inglaterra, são calcários contendo os restos densamente empilhados de caracóis de água doce do género Viviparus.
No início do Cenozoico, marcada pelo evento KT, os gastrópodes tornam-se muito abundantes e mais diversificados, com todos os grupos actuais já individualizados. Nas rochas da Era Cenozoica contêm um grande número de fósseis de gastrópodes, muitos deles relacionado com formas de vida modernas extantes. A diversidade dos gastrópodes aumentada acentuadamente no início desta era, juntamente com a da bivalvess.
Algumas marcas de trilho preservadas em rochas sedimentares antigas são consideradas tendo resultado de gastrópodes rastejando sobre lama macia ou areia. Embora estes fósseis de rastro (repichnia no sistema de Adolf Seilacher) sejam de origem discutível, alguns deles assemelham-se às marcas deixadas pela passagem de gastrópodes extantes.
Os fósseis de gastrópodes são por vezes confundidos com fósseis de amonites ou de outro cefalópodes. Um caso típico é o dos fósseis do género Bellerophon dos calcários do período Carbonífero da Europa, cuja concha segue uma forma de espiral plana que pode ser facilmente confundido com a concha de um cefalópode.
Dada a facilidade de fossilização das suas conchas, os gastrópodes são um dos grupos utilizados para o estudo das mudanças na fauna que resultam das mudanças climáticas globais e dos avanços e recuos das massas de gelo circumpolares, especialmente da época do Pleistoceno.

### Classificação
O sistema de classificação maior aceitação, com o posicionamento antigo entre parênteses (Pros, Prosobranchia; Opist, Opistobranchia) é o seguinte:
Classe Gastropoda Cuvier, 1797
- Subclasse Eogastropoda (Pros)
  - Ordem Euomphalida (fóssil)
  - Ordem Patellogastropoda ou Docoglossa, as lapas
    - Subordem Patellina
    - Subordem Nacellina
    - Subordem Lepetopsina

- Subclasse Orthogastropoda (Pros; Opist)
  - Ordem Murchisoniina (fóssil)
  - Ordem Neomphaloida
  - Superordem Vetigastropoda
  - Superordem Neritaemorphi
    - Ordem Cyrtoneritomorpha (fóssil)
    - Ordem Neritopsina

  - Superordem Caenogastropoda
    - Ordem Architaenioglossa
    - Ordem Sorbeoconcha
      - Subordem Discopoda
      - Subordem Hypsogastropoda
        - inclui: Super-família Carinarioidea (antiga Heteropoda); superfamília Rissooidea (inclui o género Oncomelania, vector da esquistossomose); superfamília Conoidea

  - Superordem Heterobranchia
    - Ordem Heterostropha
    - Ordem Opisthobranchia
      - Subordem Cephalaspidea
      - Subordem Sacoglossa
      - Subordem Anaspidea (lebres-do-mar)
      - Subordem Notaspidea
      - Subordem Gymnosomata
      - Subordem Nudibranchia

    - Ordem Pulmonata (terrestres e de água doce; hermafroditas)
      - Subordem Stylommatophora
      - Subordem Basommatophora (água doce)
      - Subordem Eupulmonata

### Cladograma
Com base na classificação dos gastrópodes de Bouchet & Rocroi (2005), atrás exposta, é possível desenvolver o seguinte cladograma mostrando as relações filogenéticas dentro do agrupamento Gastropoda (com algumas espécies exemplificativas):
|  | \| \| Panpulmonata ► \| \| \| \| \| \| Euopisthobranchia ► \| \| \| \| |
|  |                                                                        |
|  | Nudipleura ►                                                           |
|  |                                                                        |
|  | Panpulmonata ►                                                         |
|  |                                                                        |
|  | Euopisthobranchia ►                                                    |
|  |                                                                        |

|  | Panpulmonata ►      |
|  |                     |
|  | Euopisthobranchia ► |
|  |                     |

|  | \| \| Panpulmonata ► \| \| \| \| \| \| Euopisthobranchia ► \| \| \| \| |
|  |                                                                        |
|  | Nudipleura ►                                                           |
|  |                                                                        |
|  | Panpulmonata ►                                                         |
|  |                                                                        |
|  | Euopisthobranchia ►                                                    |
|  |                                                                        |

|  | Panpulmonata ►      |
|  |                     |
|  | Euopisthobranchia ► |
|  |                     |

|  | \| \| Panpulmonata ► \| \| \| \| \| \| Euopisthobranchia ► \| \| \| \| |
|  |                                                                        |
|  | Nudipleura ►                                                           |
|  |                                                                        |
|  | Panpulmonata ►                                                         |
|  |                                                                        |
|  | Euopisthobranchia ►                                                    |
|  |                                                                        |

|  | Panpulmonata ►      |
|  |                     |
|  | Euopisthobranchia ► |
|  |                     |

|  | \| \| Panpulmonata ► \| \| \| \| \| \| Euopisthobranchia ► \| \| \| \| |
|  |                                                                        |
|  | Nudipleura ►                                                           |
|  |                                                                        |
|  | Panpulmonata ►                                                         |
|  |                                                                        |
|  | Euopisthobranchia ►                                                    |
|  |                                                                        |

|  | Panpulmonata ►      |
|  |                     |
|  | Euopisthobranchia ► |
|  |                     |

|  | \| \| Panpulmonata ► \| \| \| \| \| \| Euopisthobranchia ► \| \| \| \| |
|  |                                                                        |
|  | Nudipleura ►                                                           |
|  |                                                                        |
|  | Panpulmonata ►                                                         |
|  |                                                                        |
|  | Euopisthobranchia ►                                                    |
|  |                                                                        |

|  | Panpulmonata ►      |
|  |                     |
|  | Euopisthobranchia ► |
|  |                     |

|  | \| \| Panpulmonata ► \| \| \| \| \| \| Euopisthobranchia ► \| \| \| \| |
|  |                                                                        |
|  | Nudipleura ►                                                           |
|  |                                                                        |
|  | Panpulmonata ►                                                         |
|  |                                                                        |
|  | Euopisthobranchia ►                                                    |
|  |                                                                        |

|  | Panpulmonata ►      |
|  |                     |
|  | Euopisthobranchia ► |
|  |                     |

|  | \| \| Panpulmonata ► \| \| \| \| \| \| Euopisthobranchia ► \| \| \| \| |
|  |                                                                        |
|  | Nudipleura ►                                                           |
|  |                                                                        |
|  | Panpulmonata ►                                                         |
|  |                                                                        |
|  | Euopisthobranchia ►                                                    |
|  |                                                                        |

|  | Panpulmonata ►      |
|  |                     |
|  | Euopisthobranchia ► |
|  |                     |

|  | \| \| Panpulmonata ► \| \| \| \| \| \| Euopisthobranchia ► \| \| \| \| |
|  |                                                                        |
|  | Nudipleura ►                                                           |
|  |                                                                        |
|  | Panpulmonata ►                                                         |
|  |                                                                        |
|  | Euopisthobranchia ►                                                    |
|  |                                                                        |

|  | Panpulmonata ►      |
|  |                     |
|  | Euopisthobranchia ► |
|  |                     |

|  | \| \| Panpulmonata ► \| \| \| \| \| \| Euopisthobranchia ► \| \| \| \| |
|  |                                                                        |
|  | Nudipleura ►                                                           |
|  |                                                                        |
|  | Panpulmonata ►                                                         |
|  |                                                                        |
|  | Euopisthobranchia ►                                                    |
|  |                                                                        |

|  | Panpulmonata ►      |
|  |                     |
|  | Euopisthobranchia ► |
|  |                     |

|  | \| \| Panpulmonata ► \| \| \| \| \| \| Euopisthobranchia ► \| \| \| \| |
|  |                                                                        |
|  | Nudipleura ►                                                           |
|  |                                                                        |
|  | Panpulmonata ►                                                         |
|  |                                                                        |
|  | Euopisthobranchia ►                                                    |
|  |                                                                        |

|  | Panpulmonata ►      |
|  |                     |
|  | Euopisthobranchia ► |
|  |                     |

|  | \| \| Panpulmonata ► \| \| \| \| \| \| Euopisthobranchia ► \| \| \| \| |
|  |                                                                        |
|  | Nudipleura ►                                                           |
|  |                                                                        |
|  | Panpulmonata ►                                                         |
|  |                                                                        |
|  | Euopisthobranchia ►                                                    |
|  |                                                                        |

|  | Panpulmonata ►      |
|  |                     |
|  | Euopisthobranchia ► |
|  |                     |

|  | \| \| Panpulmonata ► \| \| \| \| \| \| Euopisthobranchia ► \| \| \| \| |
|  |                                                                        |
|  | Nudipleura ►                                                           |
|  |                                                                        |
|  | Panpulmonata ►                                                         |
|  |                                                                        |
|  | Euopisthobranchia ►                                                    |
|  |                                                                        |

|  | Panpulmonata ►      |
|  |                     |
|  | Euopisthobranchia ► |
|  |                     |

|  | \| \| Panpulmonata ► \| \| \| \| \| \| Euopisthobranchia ► \| \| \| \| |
|  |                                                                        |
|  | Nudipleura ►                                                           |
|  |                                                                        |
|  | Panpulmonata ►                                                         |
|  |                                                                        |
|  | Euopisthobranchia ►                                                    |
|  |                                                                        |

|  | Panpulmonata ►      |
|  |                     |
|  | Euopisthobranchia ► |
|  |                     |

|  | \| \| Panpulmonata ► \| \| \| \| \| \| Euopisthobranchia ► \| \| \| \| |
|  |                                                                        |
|  | Nudipleura ►                                                           |
|  |                                                                        |
|  | Panpulmonata ►                                                         |
|  |                                                                        |
|  | Euopisthobranchia ►                                                    |
|  |                                                                        |

|  | Panpulmonata ►      |
|  |                     |
|  | Euopisthobranchia ► |
|  |                     |

|  | \| \| Panpulmonata ► \| \| \| \| \| \| Euopisthobranchia ► \| \| \| \| |
|  |                                                                        |
|  | Nudipleura ►                                                           |
|  |                                                                        |
|  | Panpulmonata ►                                                         |
|  |                                                                        |
|  | Euopisthobranchia ►                                                    |
|  |                                                                        |

|  | Panpulmonata ►      |
|  |                     |
|  | Euopisthobranchia ► |
|  |                     |

|  | \| \| Panpulmonata ► \| \| \| \| \| \| Euopisthobranchia ► \| \| \| \| |
|  |                                                                        |
|  | Nudipleura ►                                                           |
|  |                                                                        |
|  | Panpulmonata ►                                                         |
|  |                                                                        |
|  | Euopisthobranchia ►                                                    |
|  |                                                                        |

|  | Panpulmonata ►      |
|  |                     |
|  | Euopisthobranchia ► |
|  |                     |

Os agrupamentos taxonómicos Cocculiniformia, Neomphalina e Allogastropoda (o clade Lower Heterobranchia ou Heterobranchia inferior) não estão incluídos no cladograma acima.

## Galeria

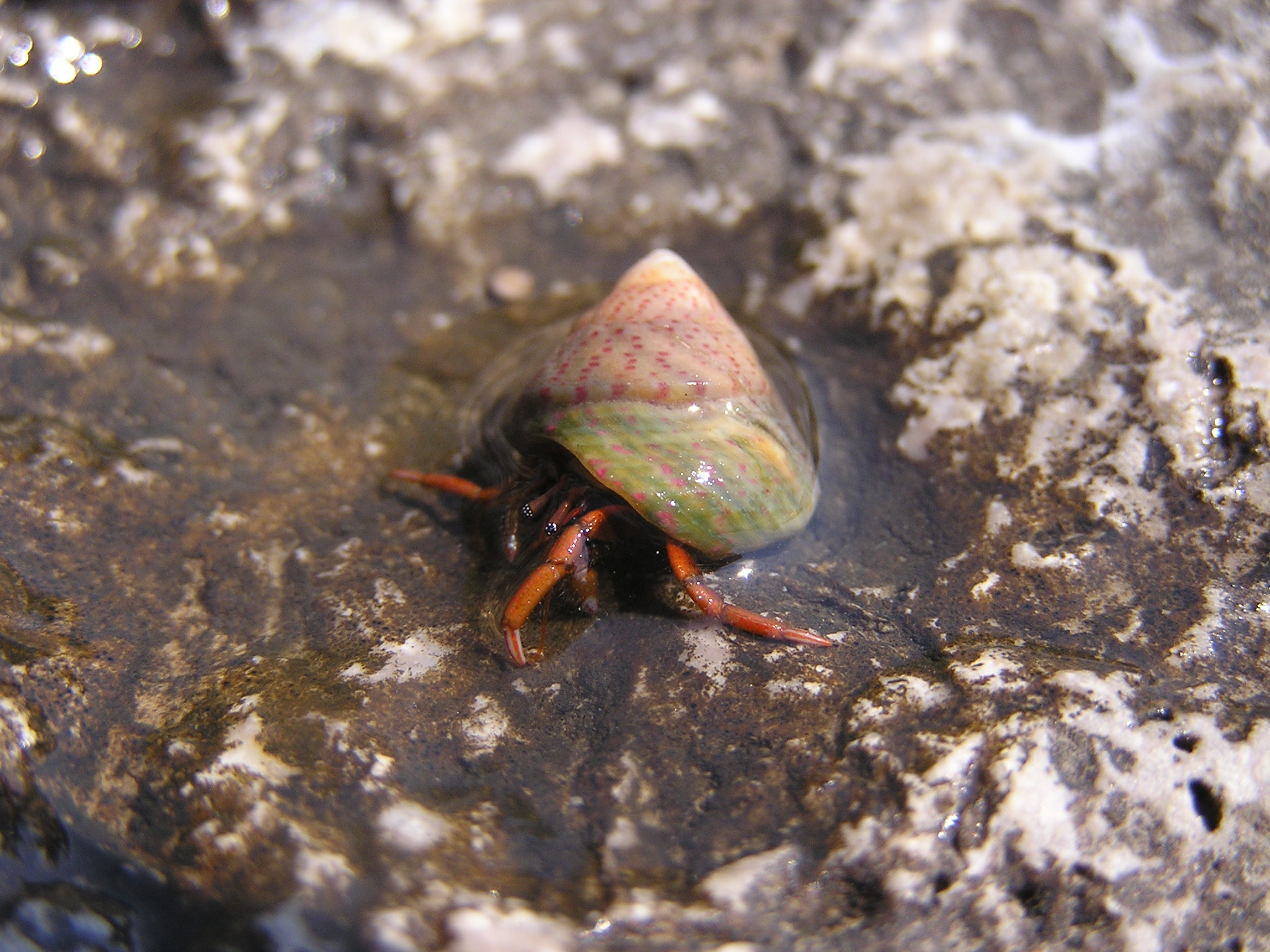
Gibbula divericata.
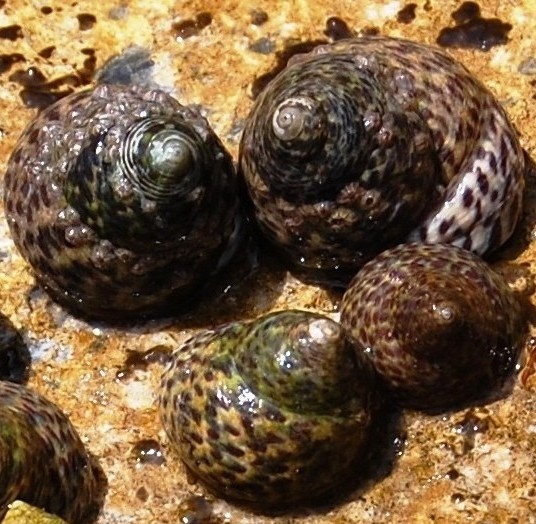
Phorcus turbinatus.
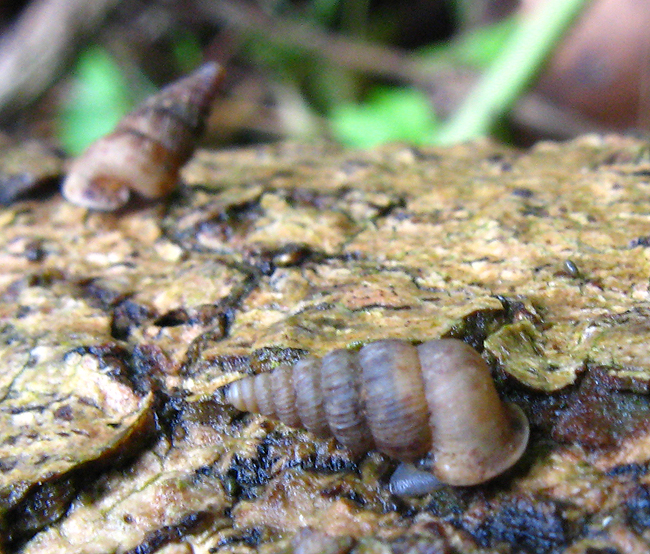
Cochlostoma septemspirale.
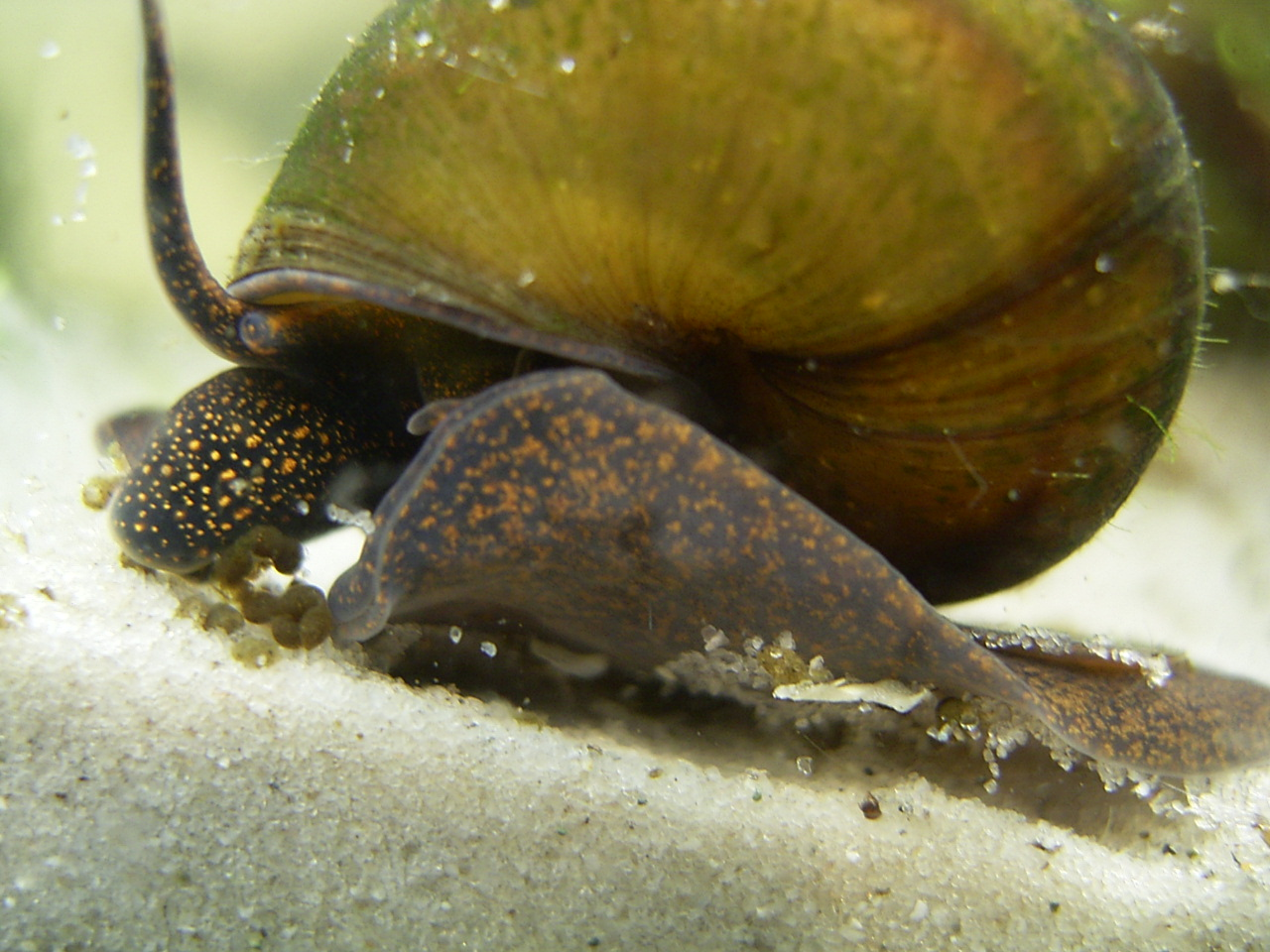
Viviparus viviparus.
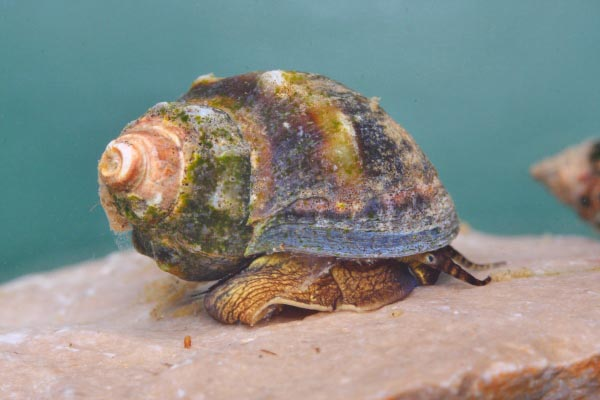
Holandriana holandri.
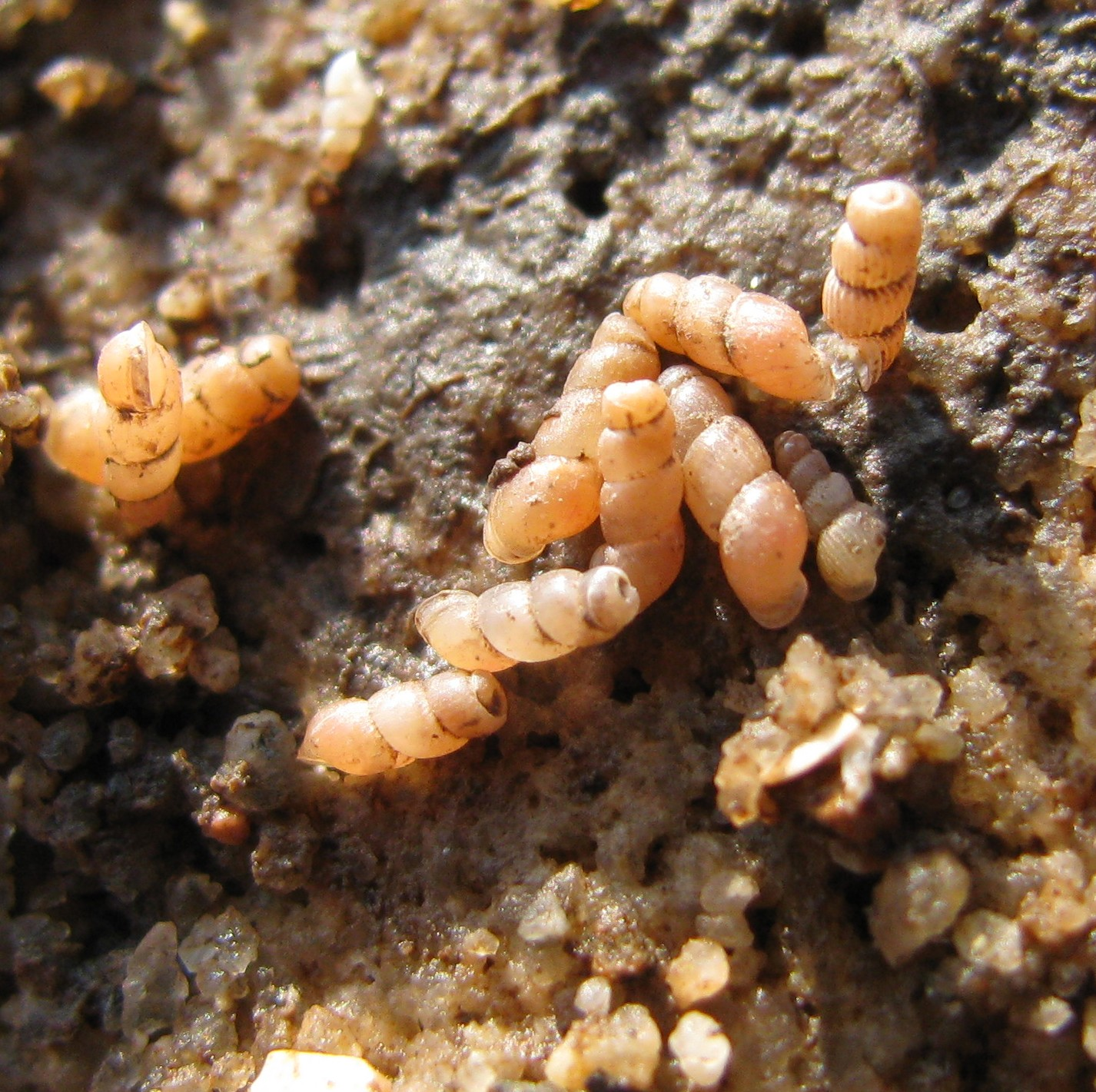
Truncatella subcylindrica.
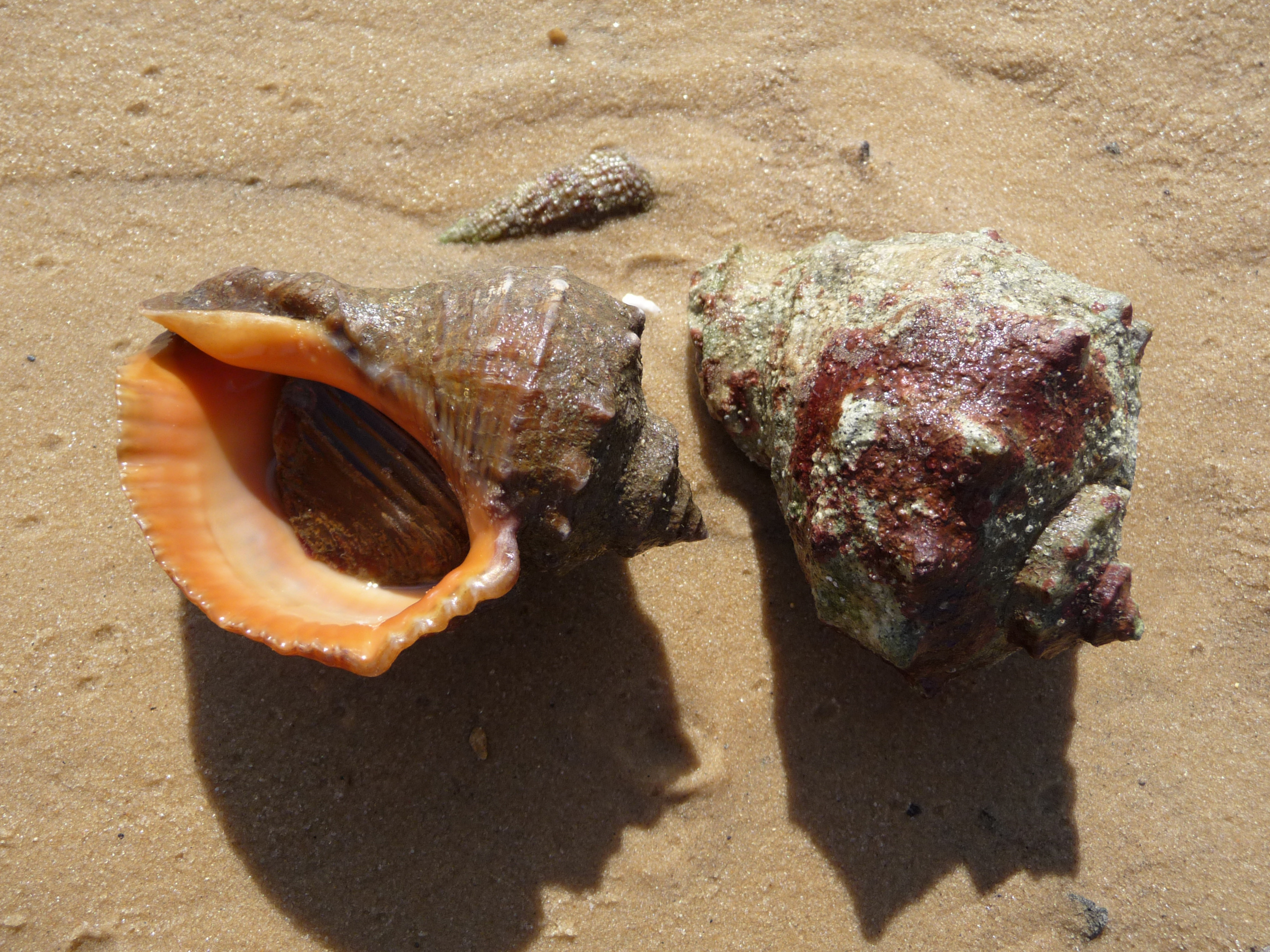
Rapana venosa.
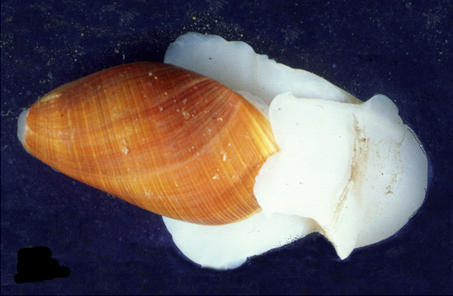
Scaphander lignarius).
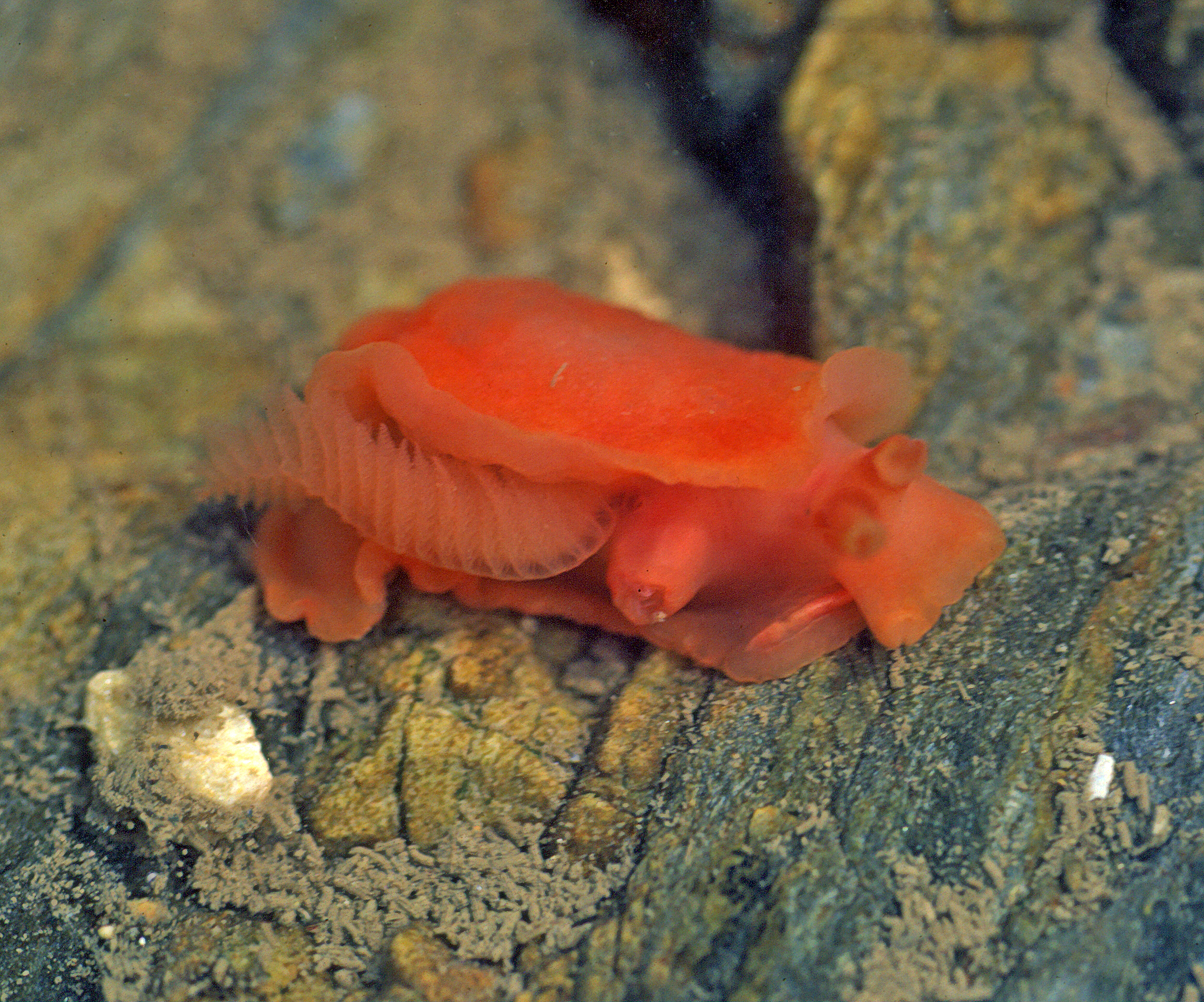
Berthella aurantiaca.
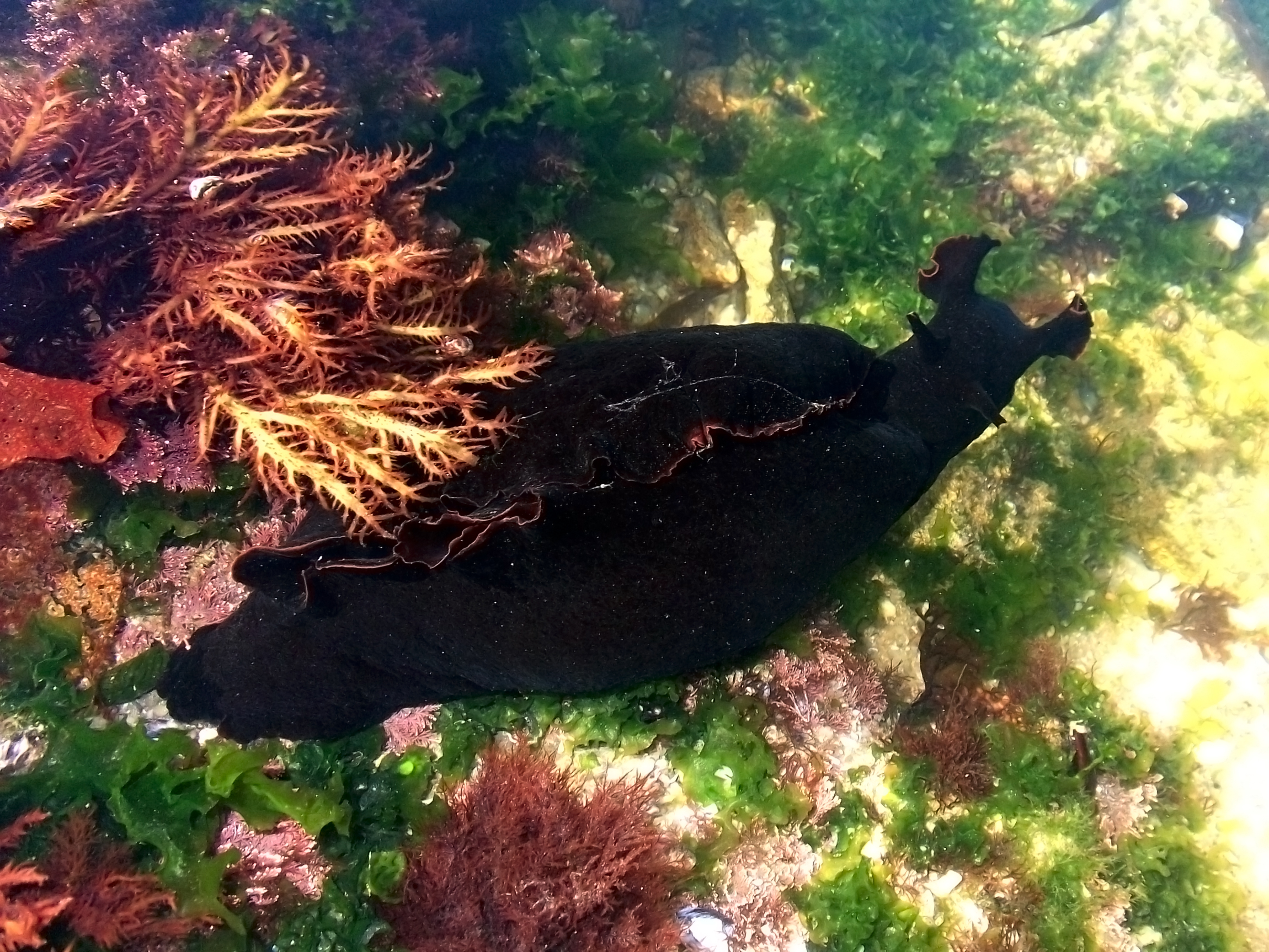
Aplysia fasciata.
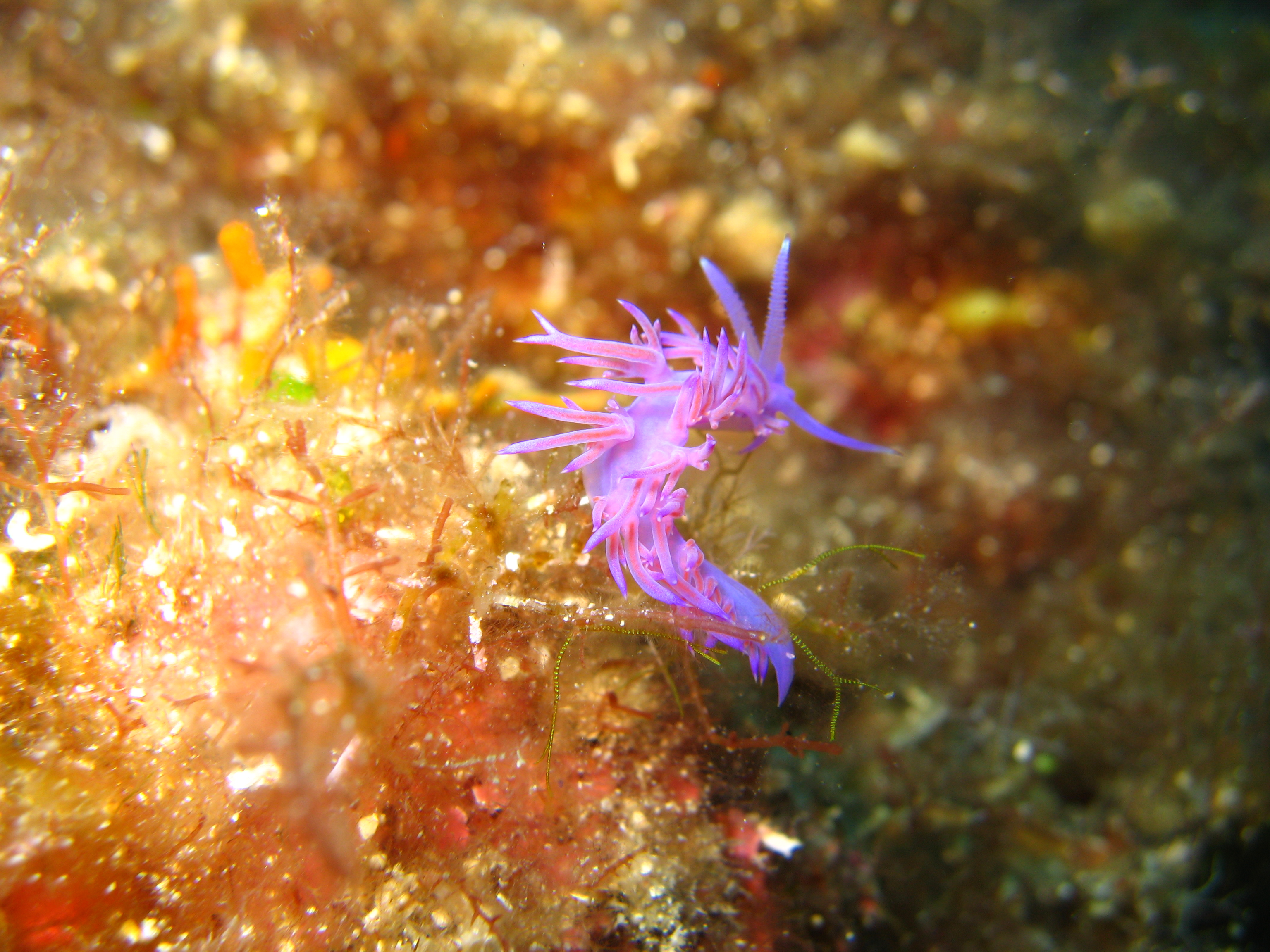
Flabellina affinis.
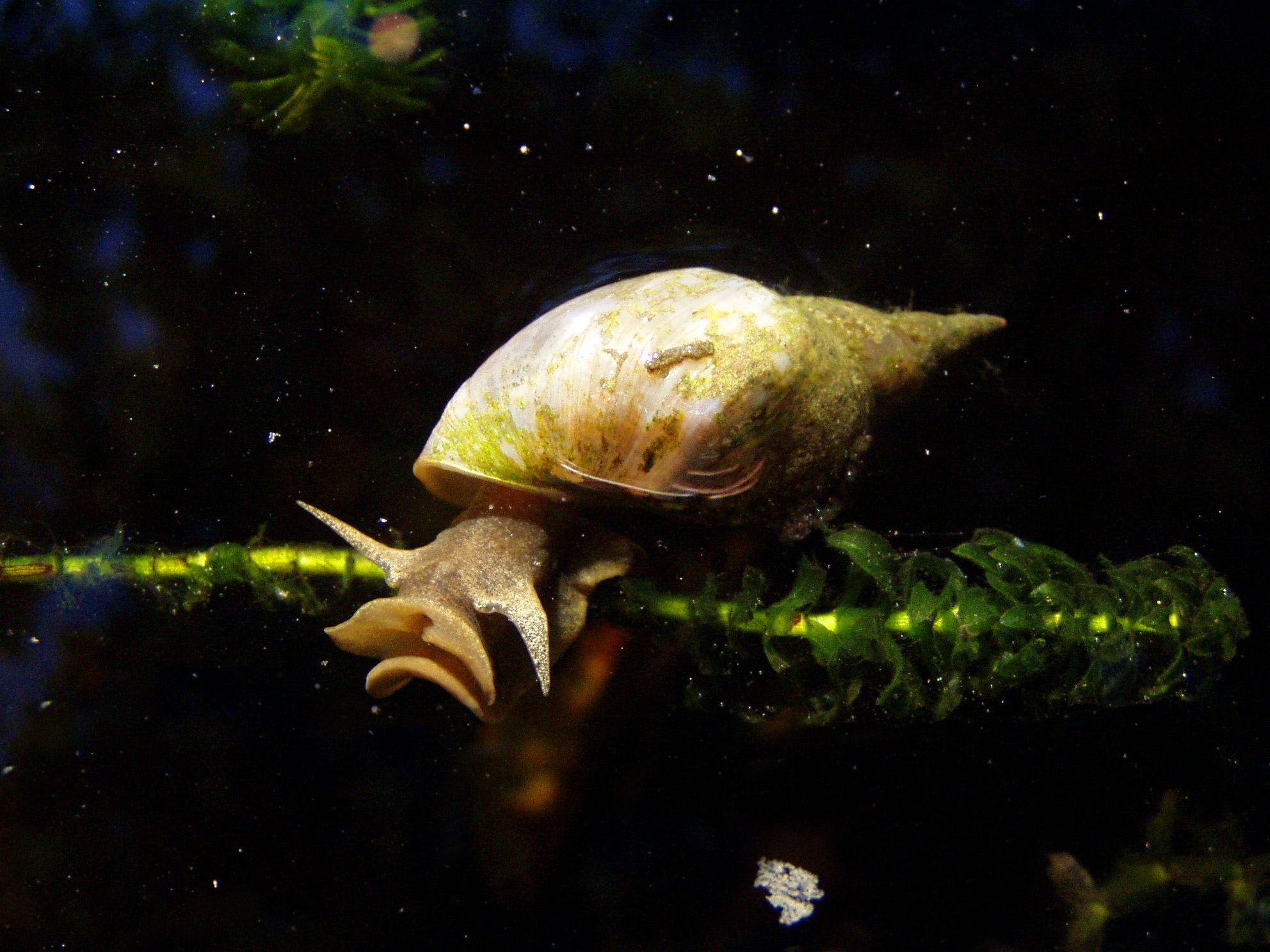
Lymnaea stagnalis.
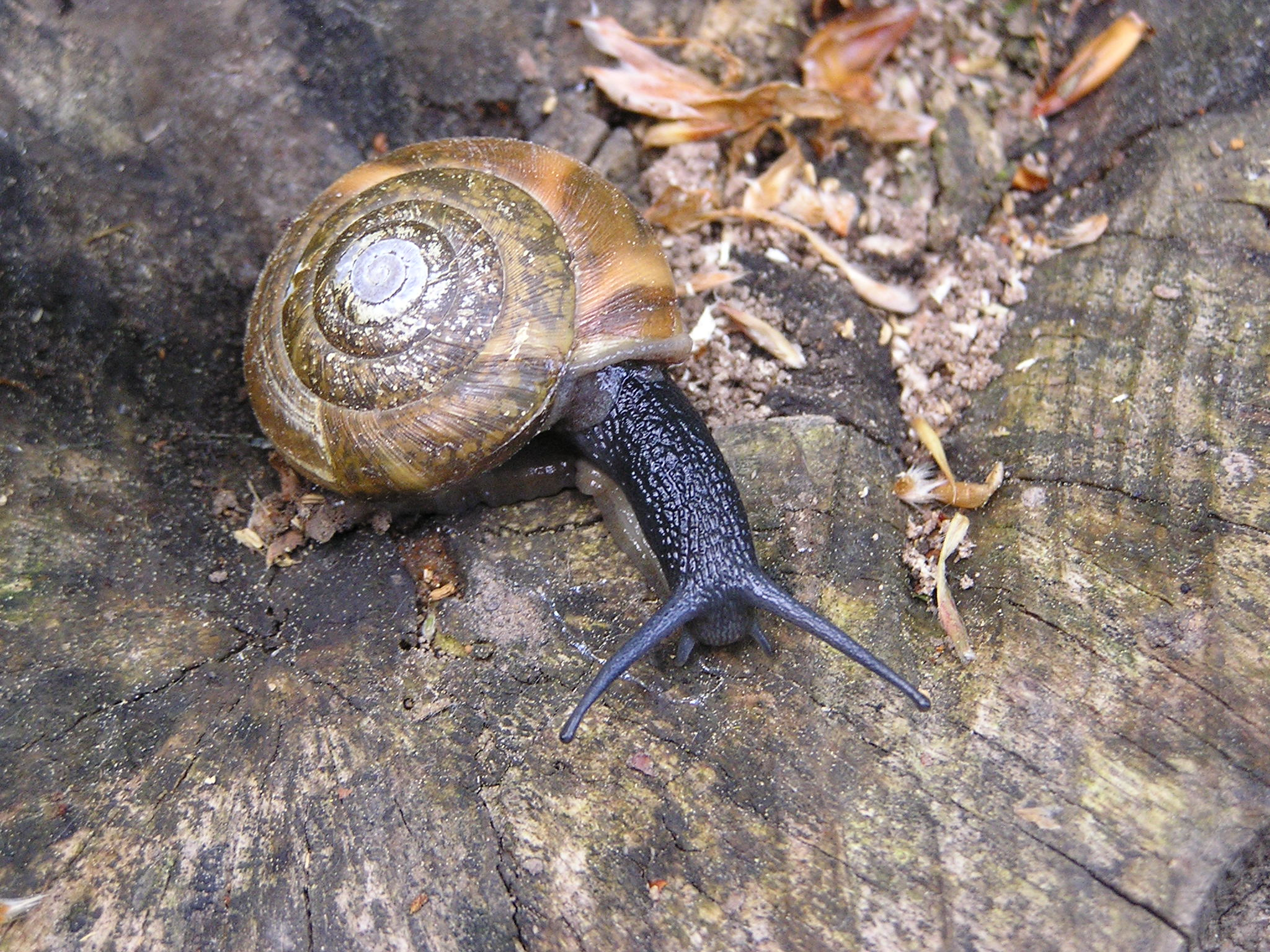
Aegopis verticillus.
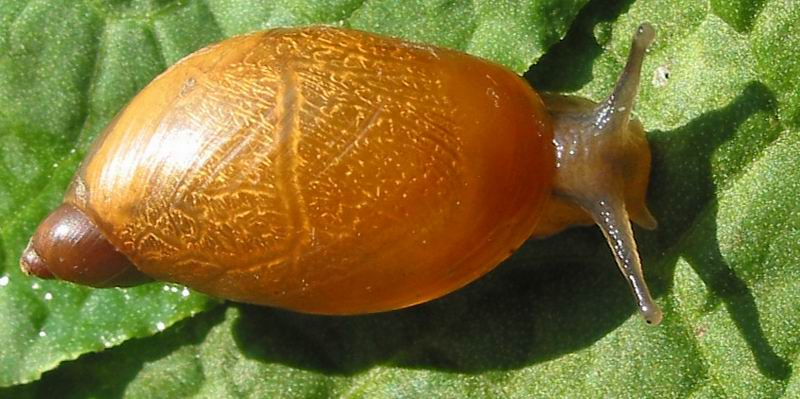
Succinea putris.
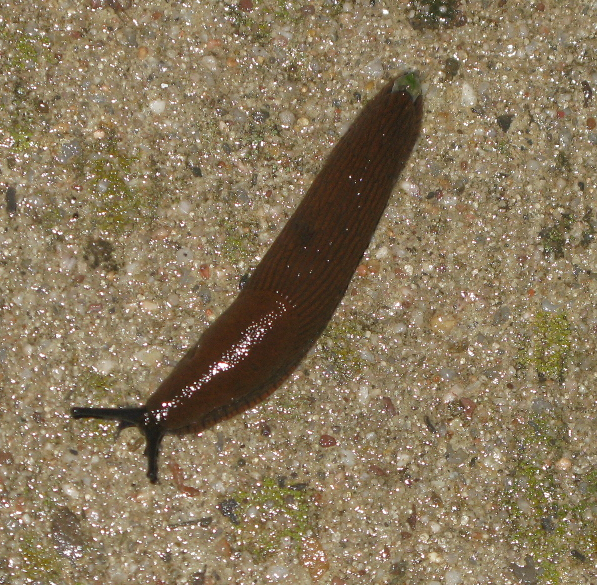
Arion lusitanicus.
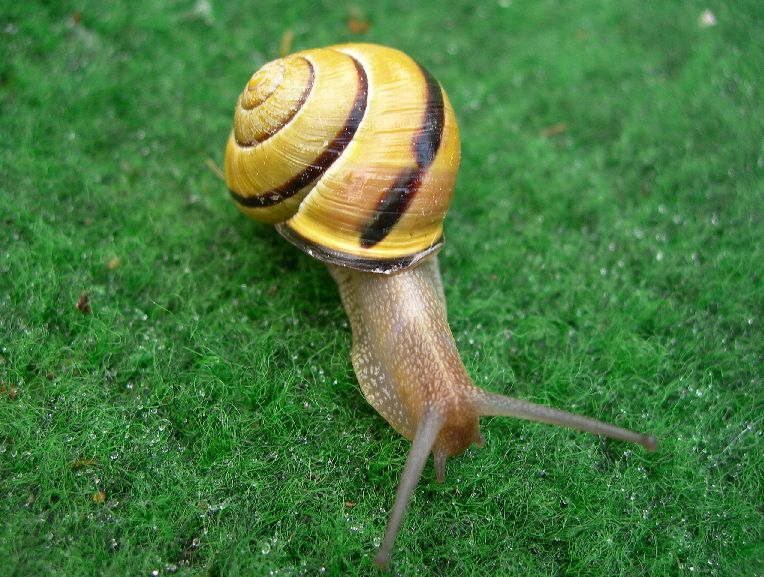
Cepaea nemoralis.